# Székesegyház
A székesegyház (vagy katedrális, latinul: ecclesia cathedralis, olasz (duomo) és német nyelvterületen (Dom), valamint néha Magyarországon is dóm) a katolikus, ortodox és anglikán egyházakban (valamint néhány észak-európai evangélikus egyházban is) egy egyházmegye azon temploma, ahol a püspök (vagy érsek) trónja (görögül: καθέδρα – kathedra, azaz „trónszék”) található. Genfben katedrálisnak nevezik a Kálvin János székét őrző református templomot is. A katedrális egyházszervezeti rendszerhez kapcsolódó, lényegében rangfokozatot jelentő funkcionális fogalom. Az ilyen templom általában a püspök rezidenciájához közel áll.
A középkorban a bazilikákkal ellentétben a székesegyházak nem feltétlenül voltak a települések legnagyobb, legdíszesebb templomai. Csak a 18. századtól vált jellemzővé a monumentalitásra törekvés: az a szándék, hogy a székesegyházak emelkedjenek ki környezetükből.

## Felépítése, részei
A székesegyháznak nem jellemző ismérve se az építmény kora, se épülettípusa, se mérete, se stílusa; kötelező tartozéka viszont a püspök széke (trónja) és a székesegyházi vagy főszékesegyházi káptalan ülésterme.
A székesegyház főépületében a következő részeket szokás elkülöníteni:
- a püspök trónja;
- szentély a főpapok, kanonokok stallumaival (ülőpadjaival);
- templomhajó(k) a hívek befogadására.

## Az elnevezés eredete
A katolikus egyházban a székesegyház hivatalos latin neve ecclesia cathedralis. Ez az elnevezés először 516-ban, a tarragonai zsinaton jelent meg. Magyar neve, a székesegyház a latin név hű fordítása. A székesegyház az a templom, ahol a püspök trónja áll, a főszékesegyház pedig az, ahol az érseké (bár az érsek is püspök). A budapesti Szent István-bazilika az esztergomi főszékesegyház társszékesegyháza, mivel az esztergom-budapesti érseknek itt is van egy trónja. Rómában, a pápának, mint Róma püspökének, a Vatikán területén kívül is vannak székesegyházai (pl.: Santa Maria Maggiore, vagy Lateráni bazilika stb).
Az ortodox egyházakban ez az elnevezés többnyire ismeretlen, bár Magyarországon előfordul. Ott a püspöki templomot általában egyszerűen templomnak vagy nagytemplomnak nevezik. A román ortodox egyházban azonban nyugati hatásra beépült ez a fogalom a köznyelvbe. (Pl: Kolozsvár - Caterdrala Ortodoxă - ortodox katedrális. A Román Ortodox Egyház jelenlegi legnagyobb építkezési terve hivatalos nevén is a nemzeti megváltás katedrálisának felépítése Bukarestben.)
Általában a protestáns egyházak sem ismerik a székesegyház fogalmát: nincs kitüntetett címe annak a templomnak, amelynek a püspök a lelkésze. Az egyes templomokat legfeljebb méretük vagy koruk alapján különböztetik meg jelzőkkel (nagy-, kis-, ó-, új- vagy öregtemplom).
A dóm elnevezés a latin domus (ház) szóból származik. A franciában a dôme kifejezés egyúttal kupolát is jelent.

## A székesegyház a katolikus egyházban
Egy templomot a Római Szentszék nevezhet ki katedrálissá, ha ez egyházmegye alapítása vagy egy püspöki székhelyének más városba helyezése miatt szükségessé válik. Ennek alapvető oka az, hogy a püspöki cím magában foglalja az egyházmegye székesegyházának helyt adó város nevét.
Egy új egyházmegye alapításakor a Szentszék az egyházmegye nevét adó városban a székesegyházat, a püspök trónjának helyet adó templomot is megnevezi. Egy már létező egyházmegye székhelyén indokolt esetben maga a püspök is kijelölhet más templomot székesegyházának.
Vannak olyan egyszer volt egyházmegyei székesegyházak, amelyek egyházmegyéjük megszűnése után vagy más kegyeleti okból megtartották a katedrális elnevezést annak ellenére, hogy püspök trónja ma már nem áll bennük.
Olaszországban a katedrálisokat duomo-nak („dóm”) nevezik, és ez az elnevezés a katedrálishoz (cattedrale) hasonlóan nagyon elterjedt. Így Németországban a Dom (például a kölni dóm) vagy Skandináviában Domkirke.
Magyarul a dóm jelentése szűkebb: kupolával fedett főtemplom. Magyarországon leginkább a szegedi dómot hívják így, de a budapesti Szent István-társszékesegyházat (a „bazilikát”) is gyakran nevezik Szent István-dómnak.

### Társszékesegyházak
A társszékesegyház kettős központú egyházmegyékben (Magyarországon ilyen az Esztergom-Budapesti főegyházmegye, a Kalocsa-Kecskeméti főegyházmegye, a Szeged-Csanádi egyházmegye és a Debrecen-Nyíregyházi egyházmegye) a másodrendű egyházmegyei központban található fontos épület, mely kiemelkedik a többi templom közül azzal, hogy a megyés püspöknek ott is van egy széke, de a templom ettől még nem emelkedett teljes jogú székesegyházi rangra. Társszékesegyház például a budapesti Szent István-bazilika és a kecskeméti nagytemplom is.

### Előszékesegyházak
Az előszékesegyházak jellemzően missziós területeken, kialakulófélben lévő, egyházmegyei rangot még el nem ért egyházkormányzati egységek (például apostoli adminisztratúra) vezető templomai.

## Magyarországi széktemplomok

### Római katolikus székesegyházak

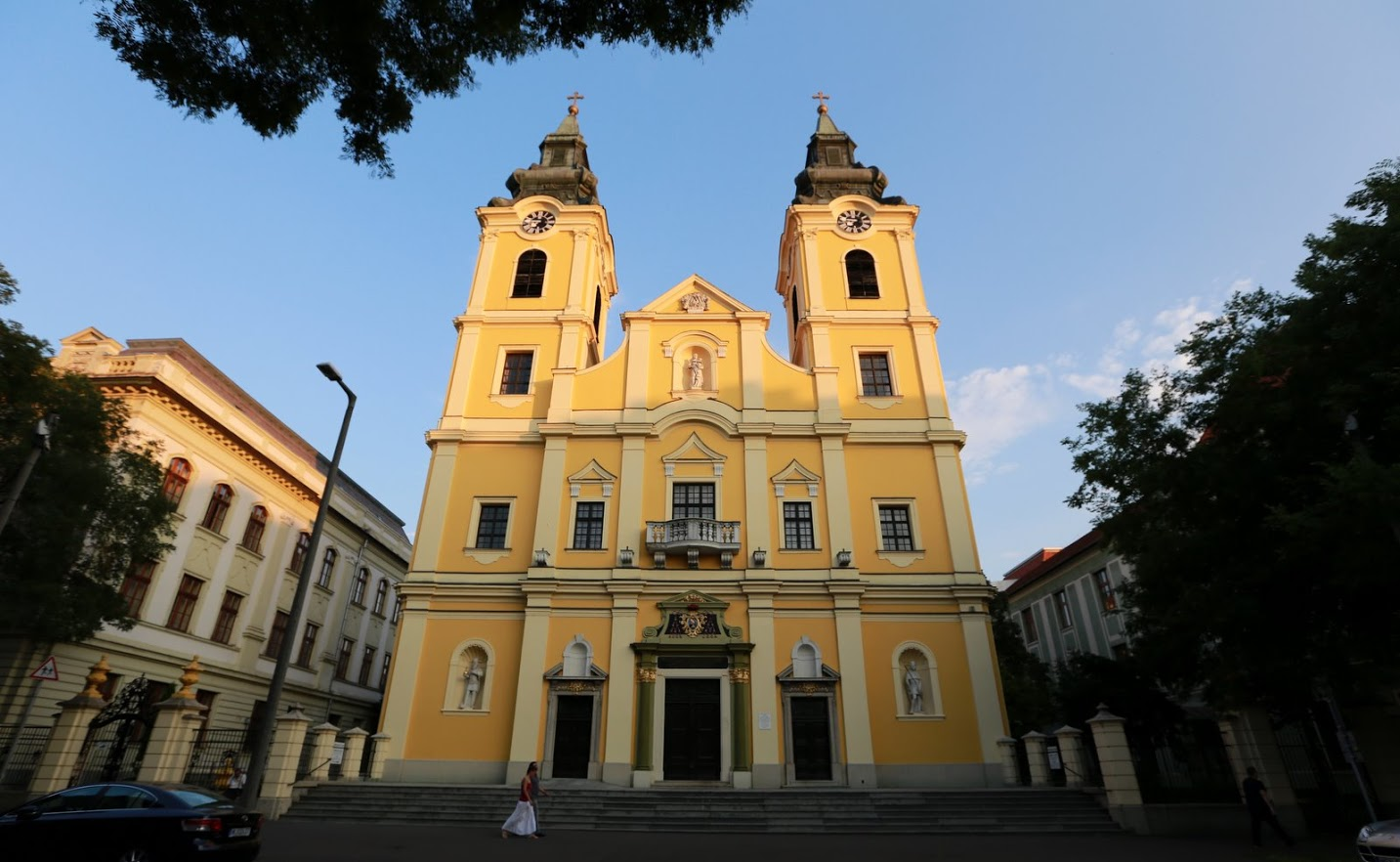
Debreceni székesegyház
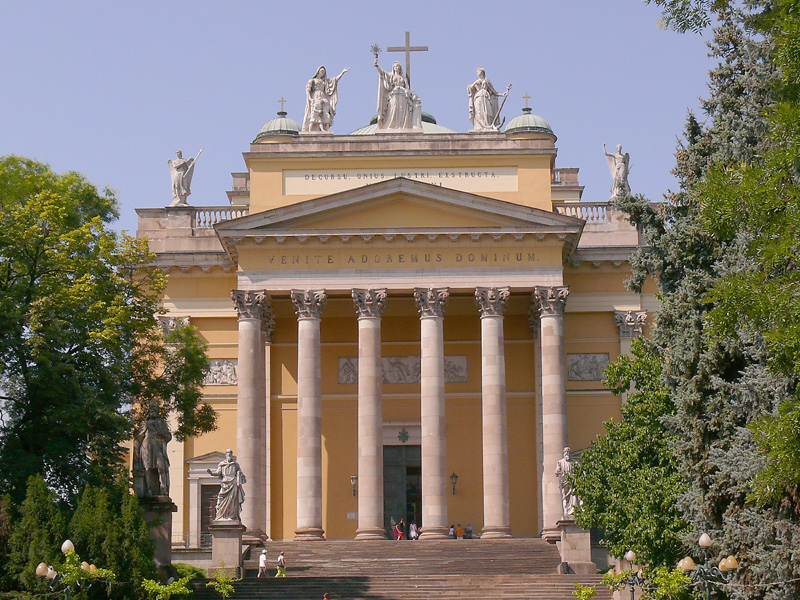
Egri főszékesegyház
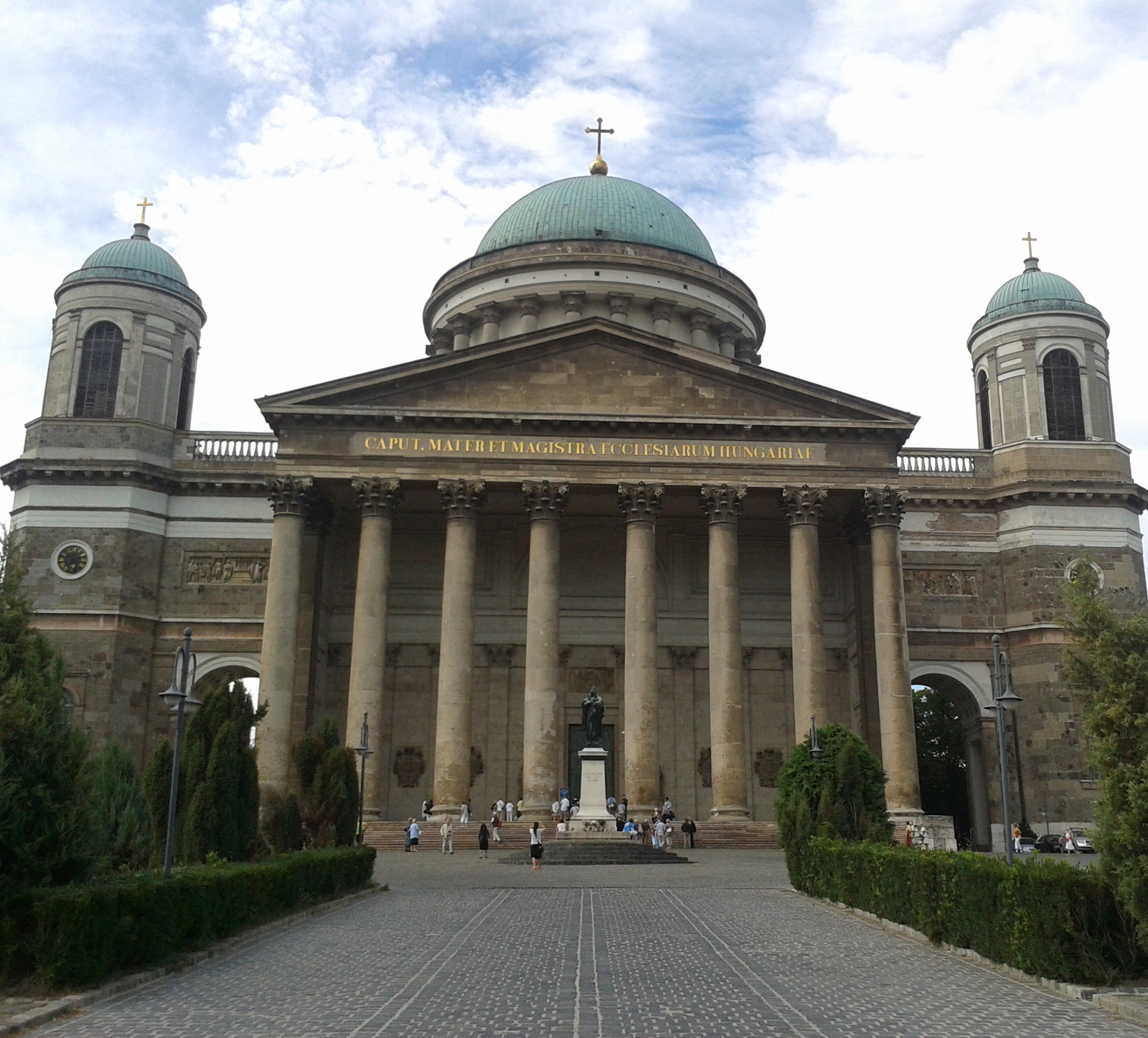
Esztergomi főszékesegyház
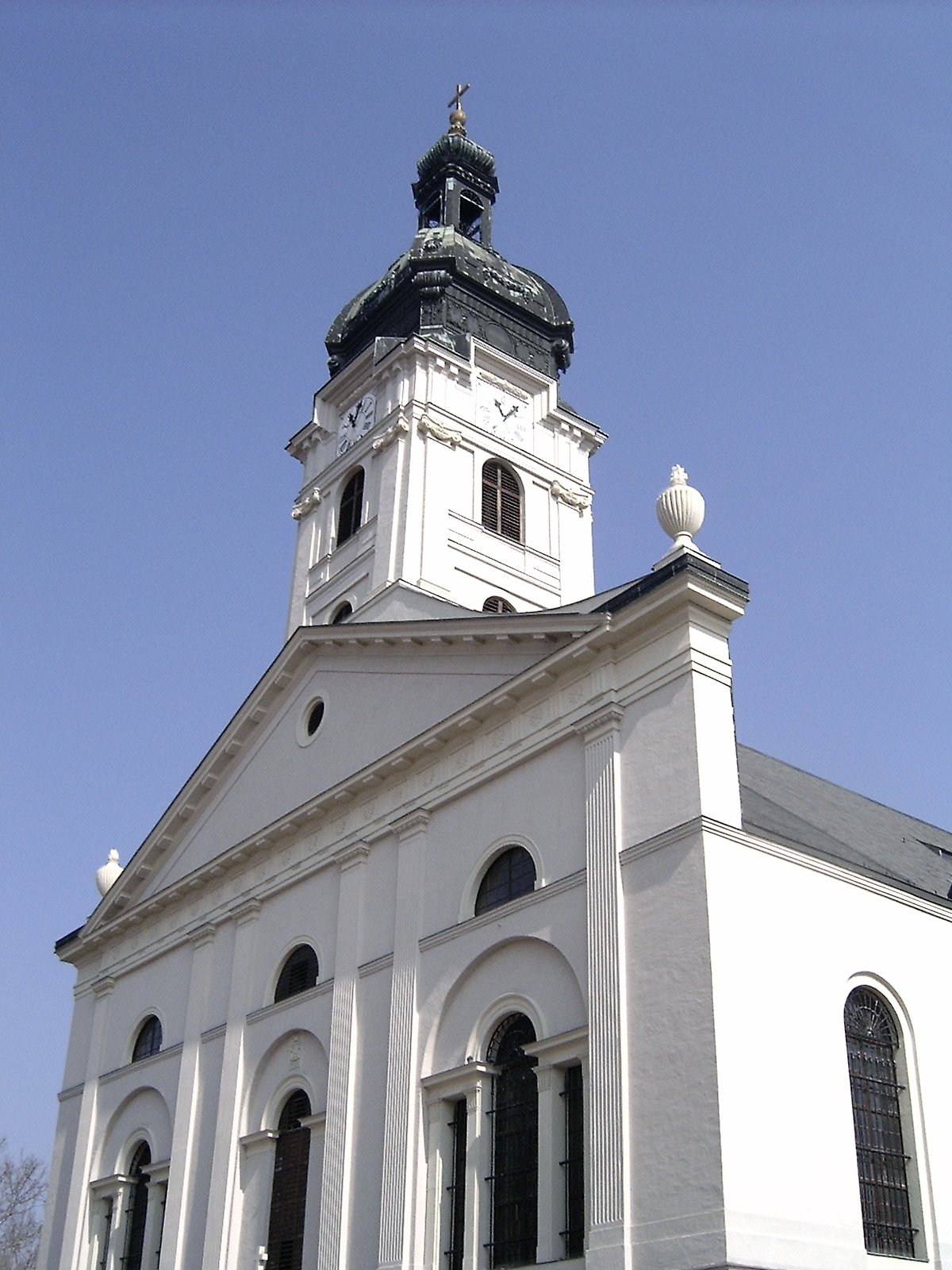
Győri székesegyház
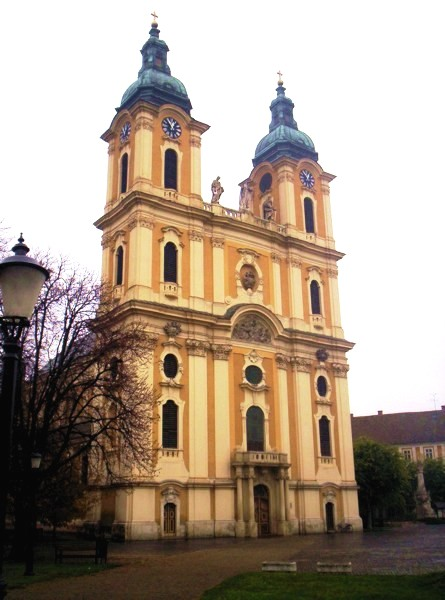
Kalocsai főszékesegyház
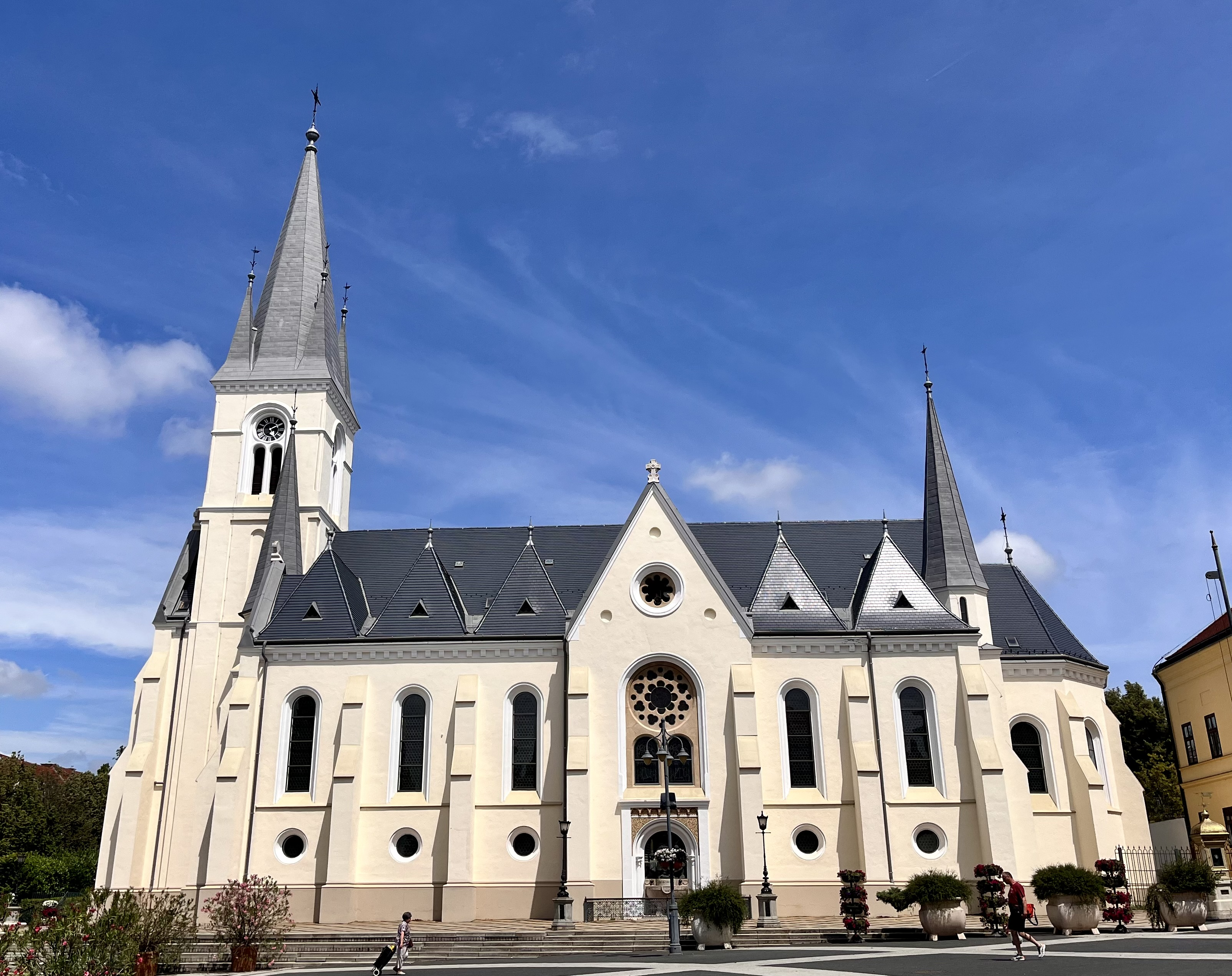
Kaposvári székesegyház
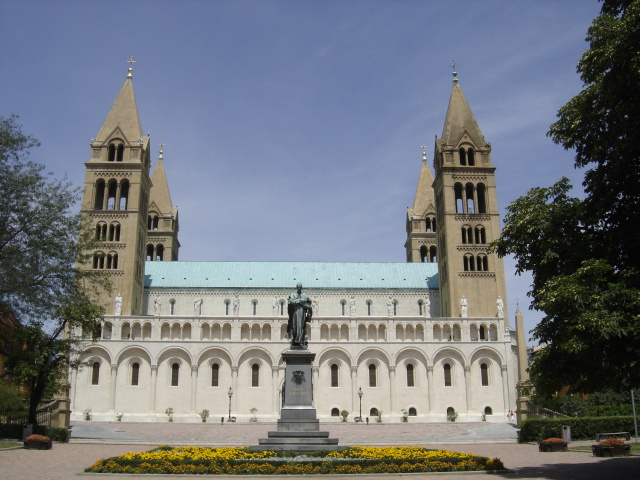
Pécsi székesegyház
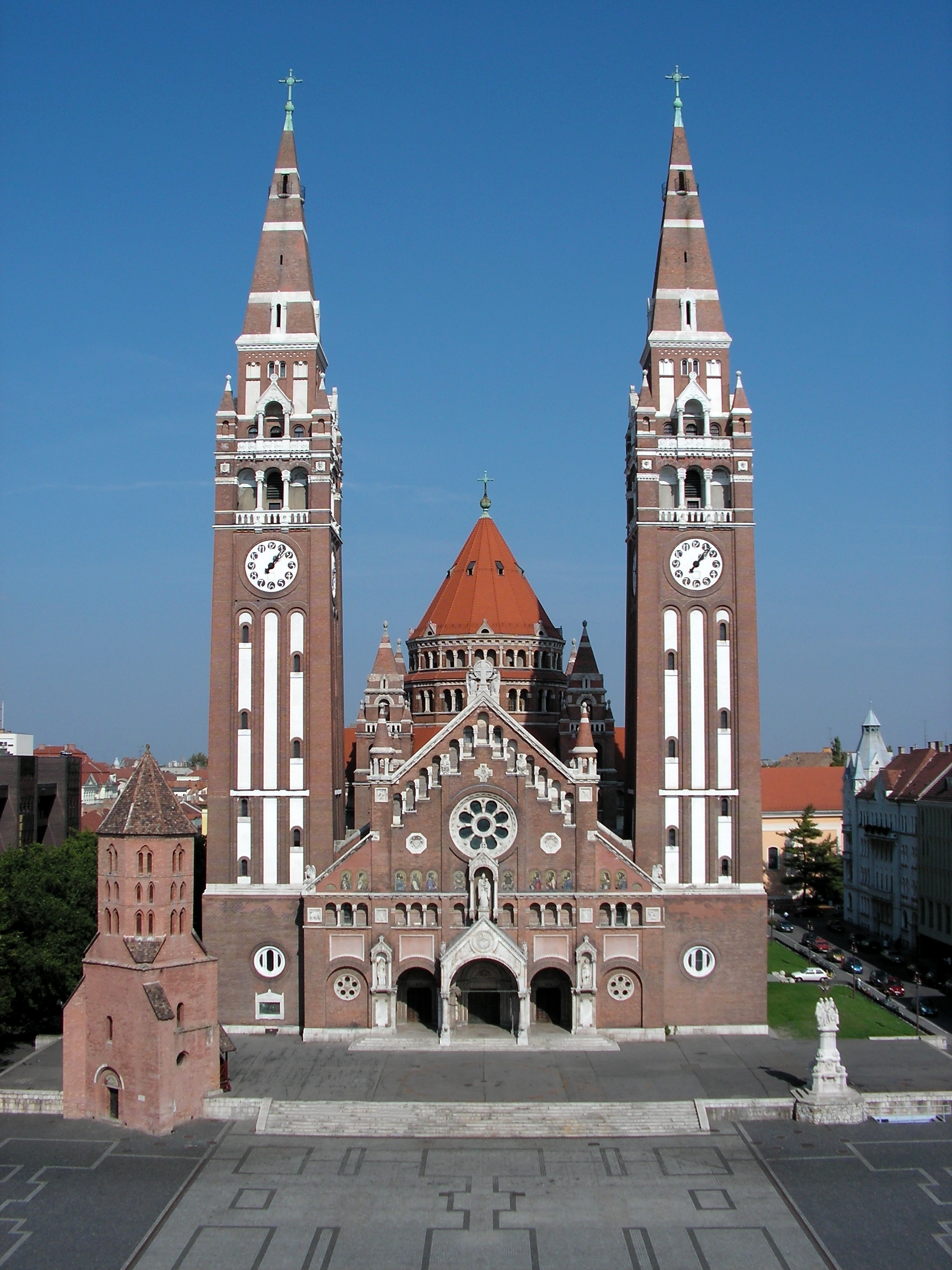
Szegedi székesegyház
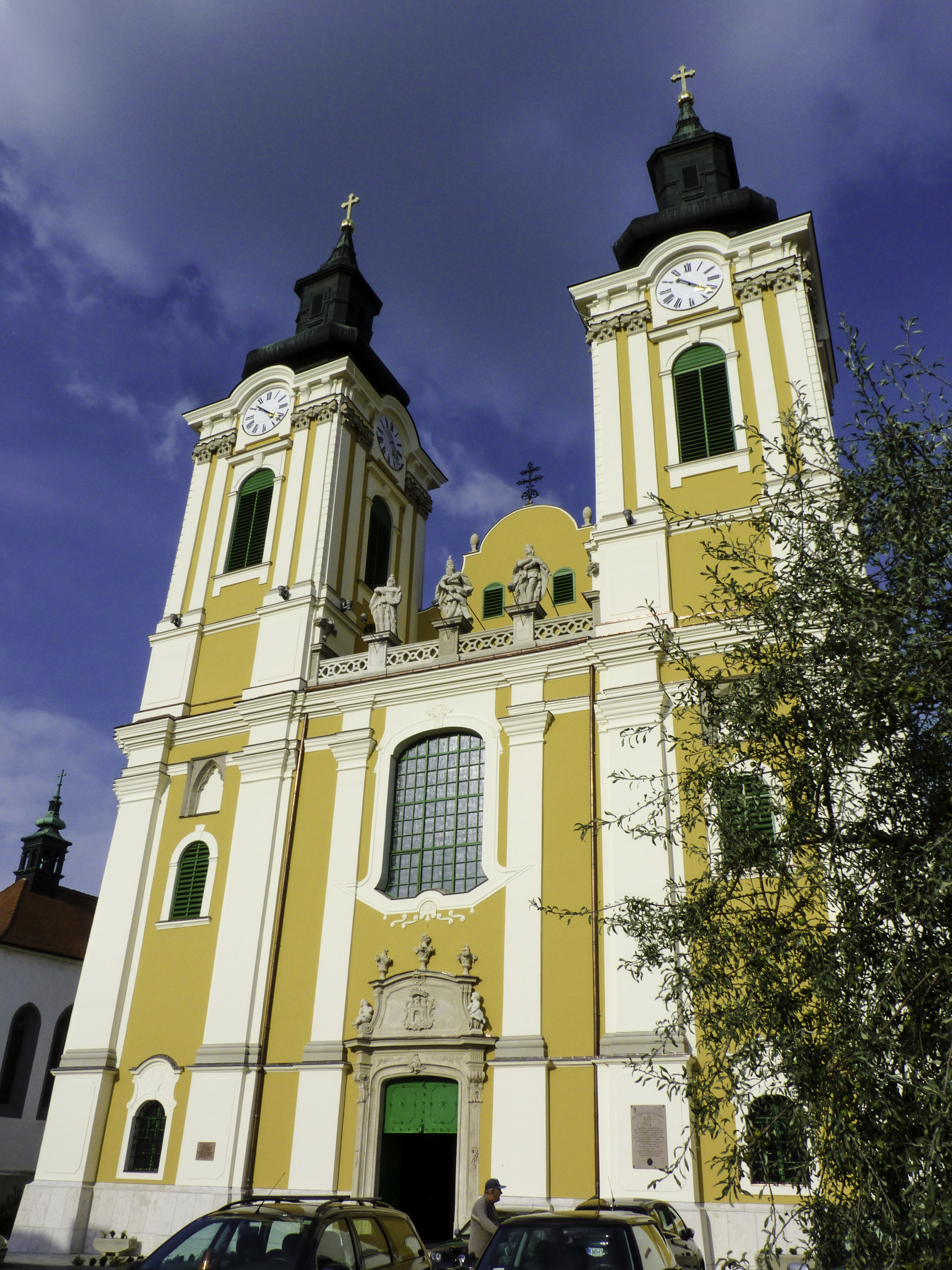
Székesfehérvári székesegyház
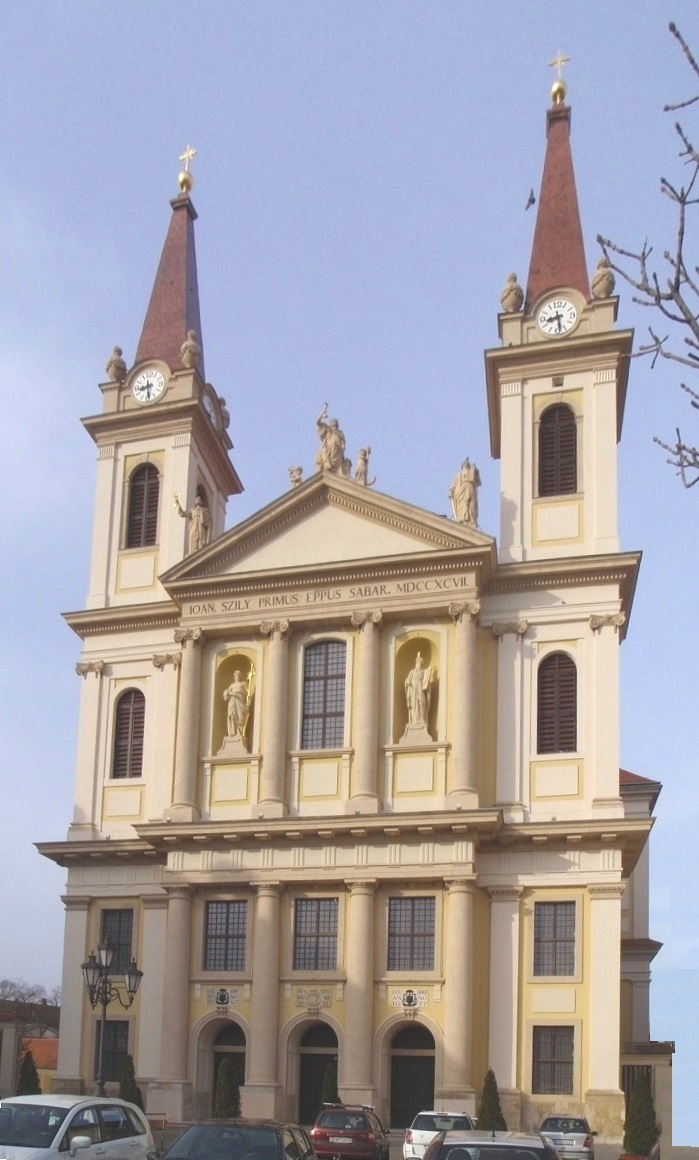
Szombathelyi székesegyház
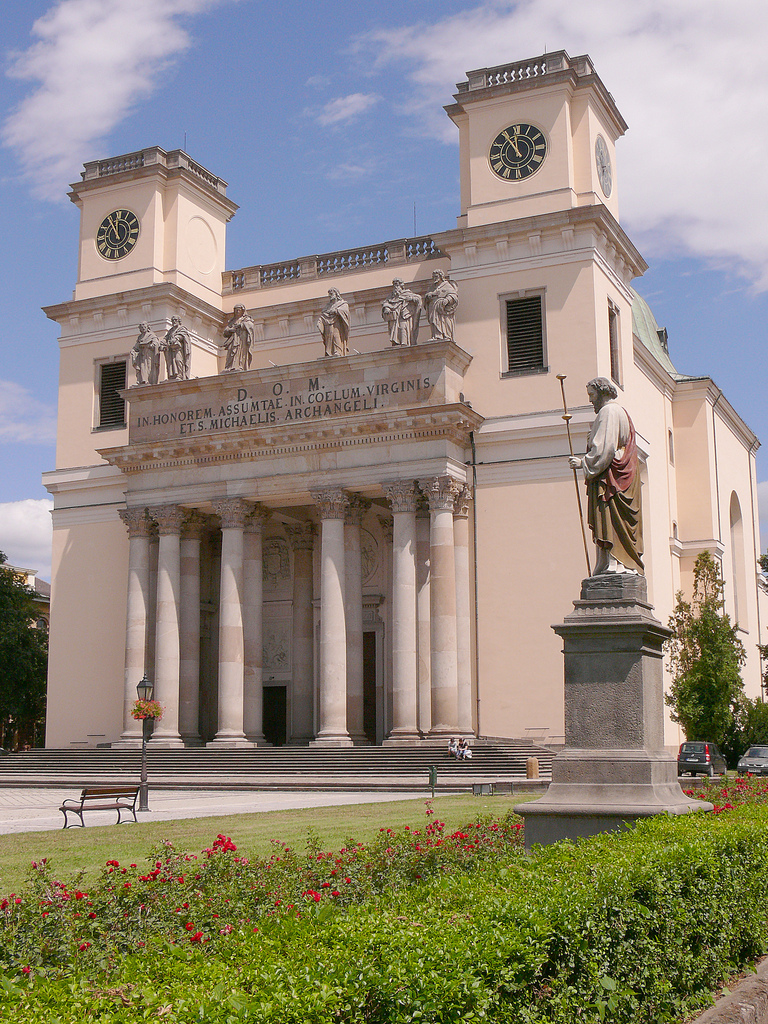
Váci székesegyház
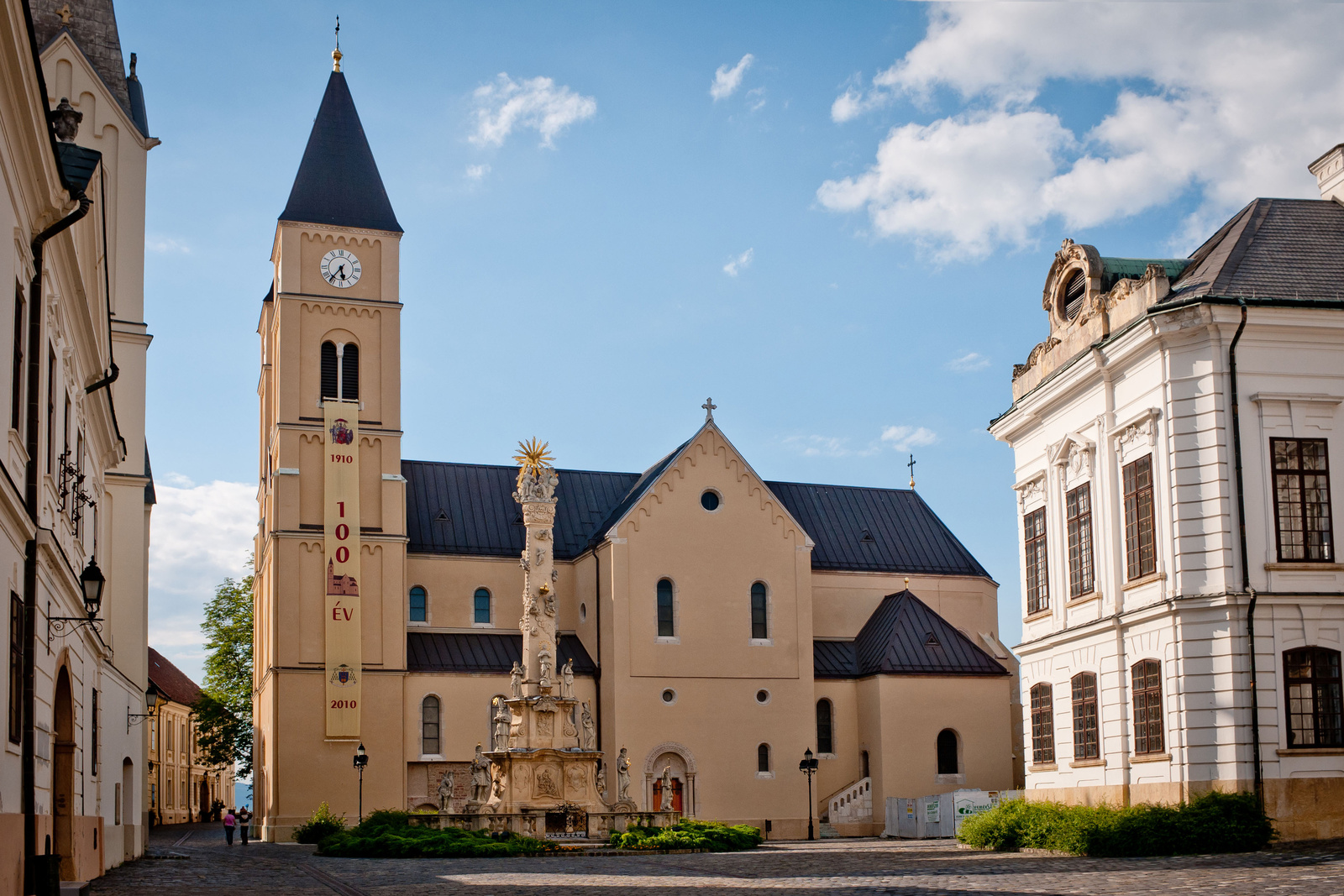
Veszprémi főszékesegyház

### Római katolikus társszékesegyházak

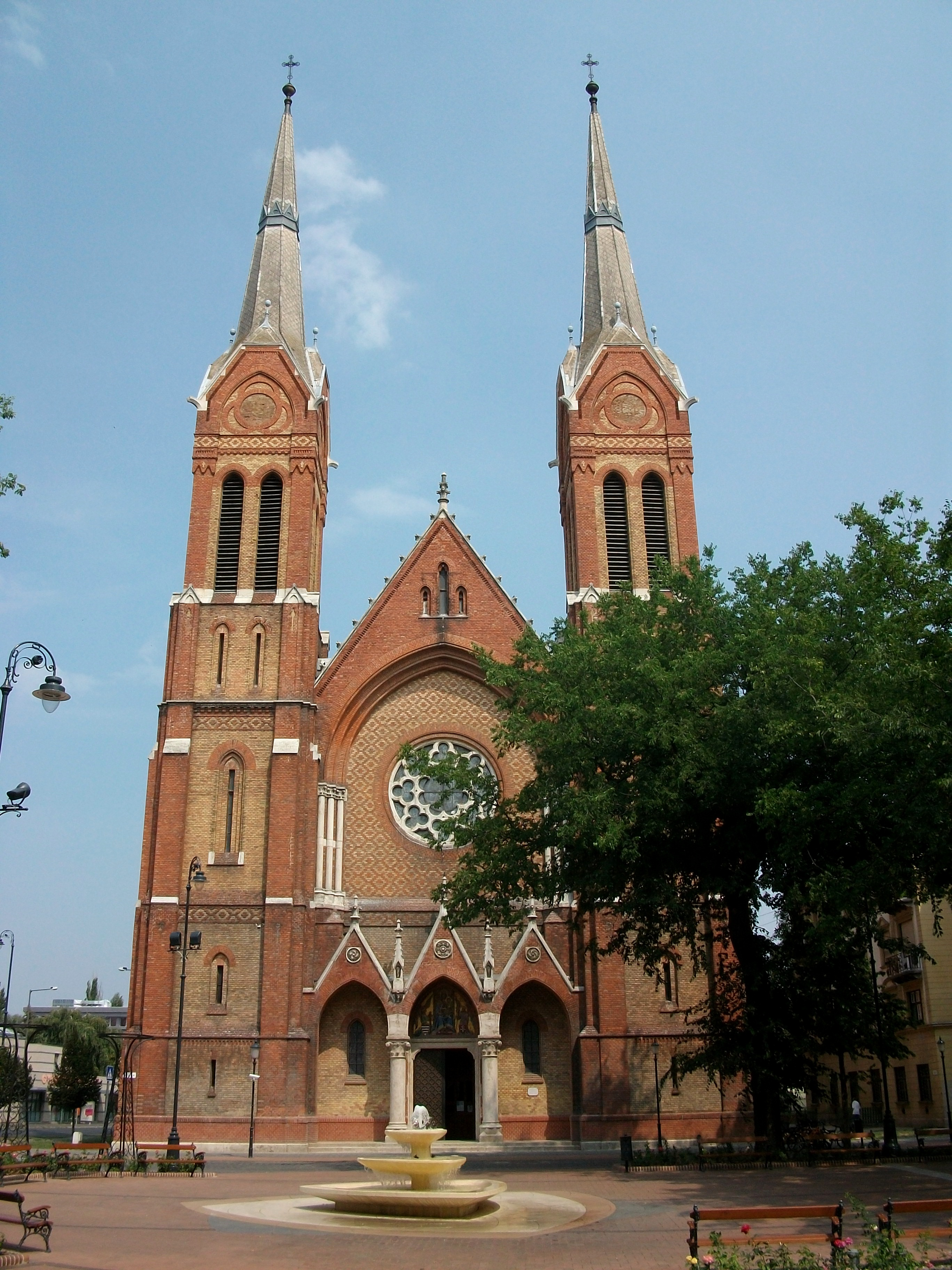
Békéscsabai társszékesegyház
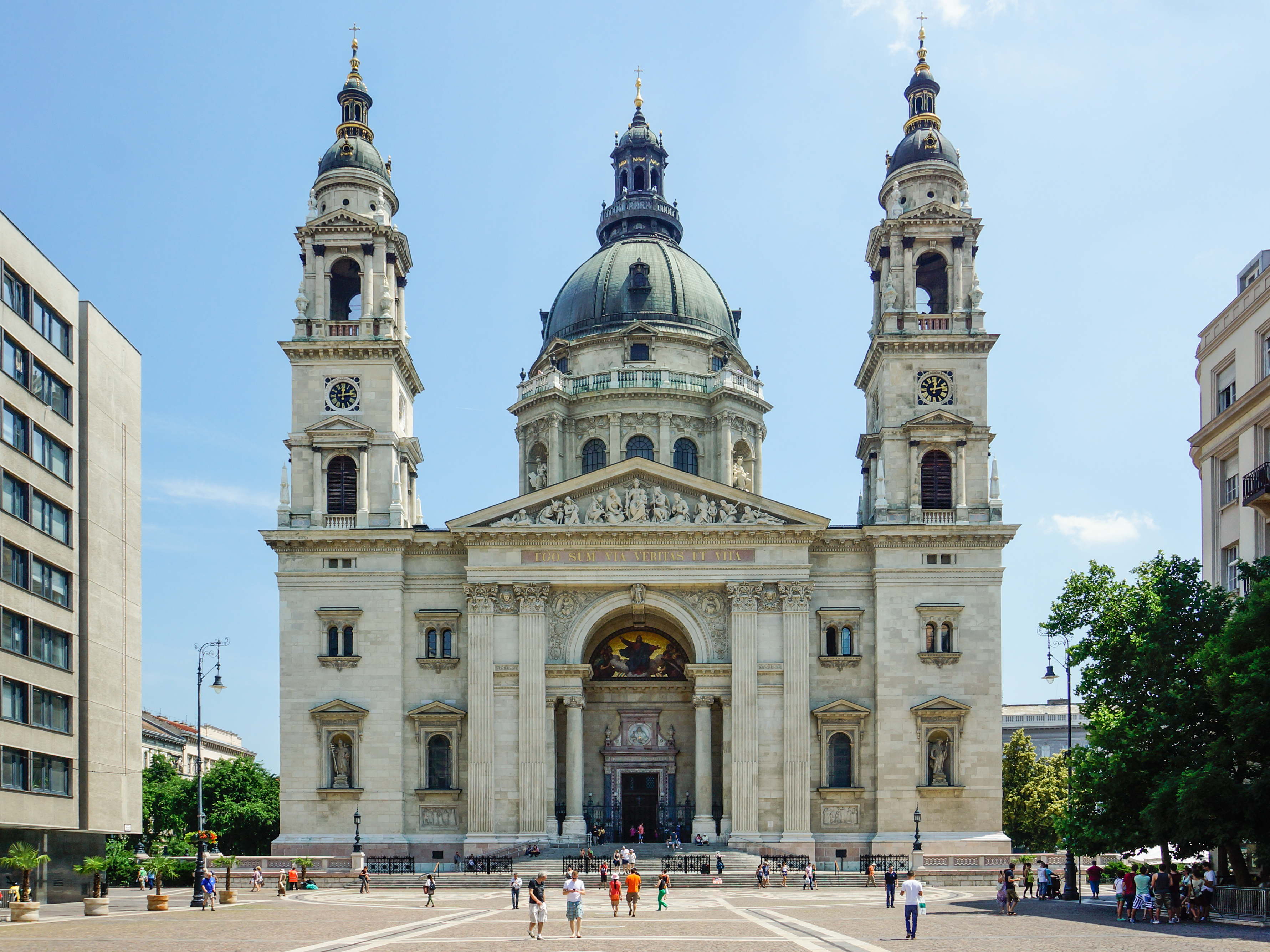
Budapesti társszékesegyház
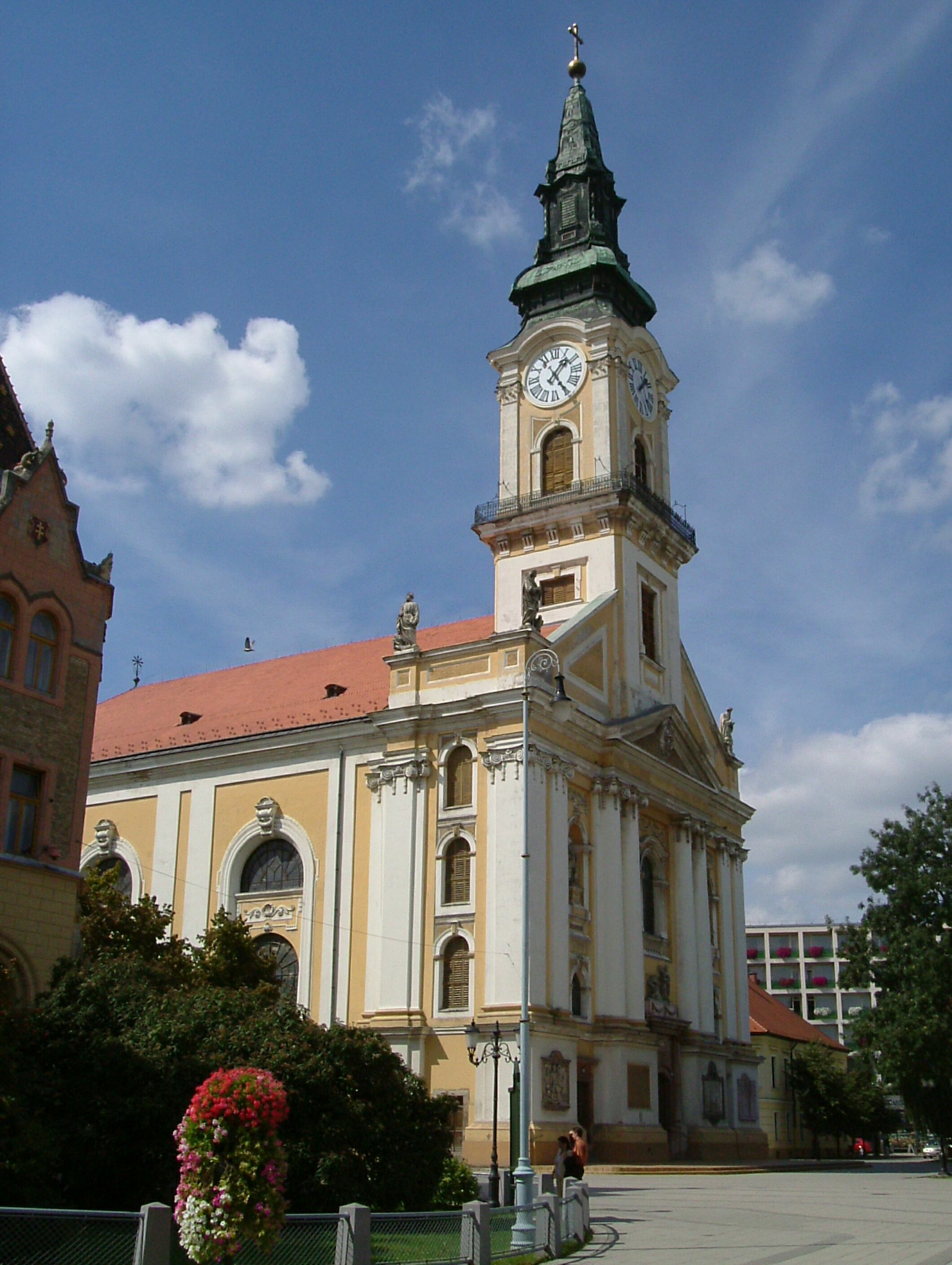
Kecskeméti társszékesegyház
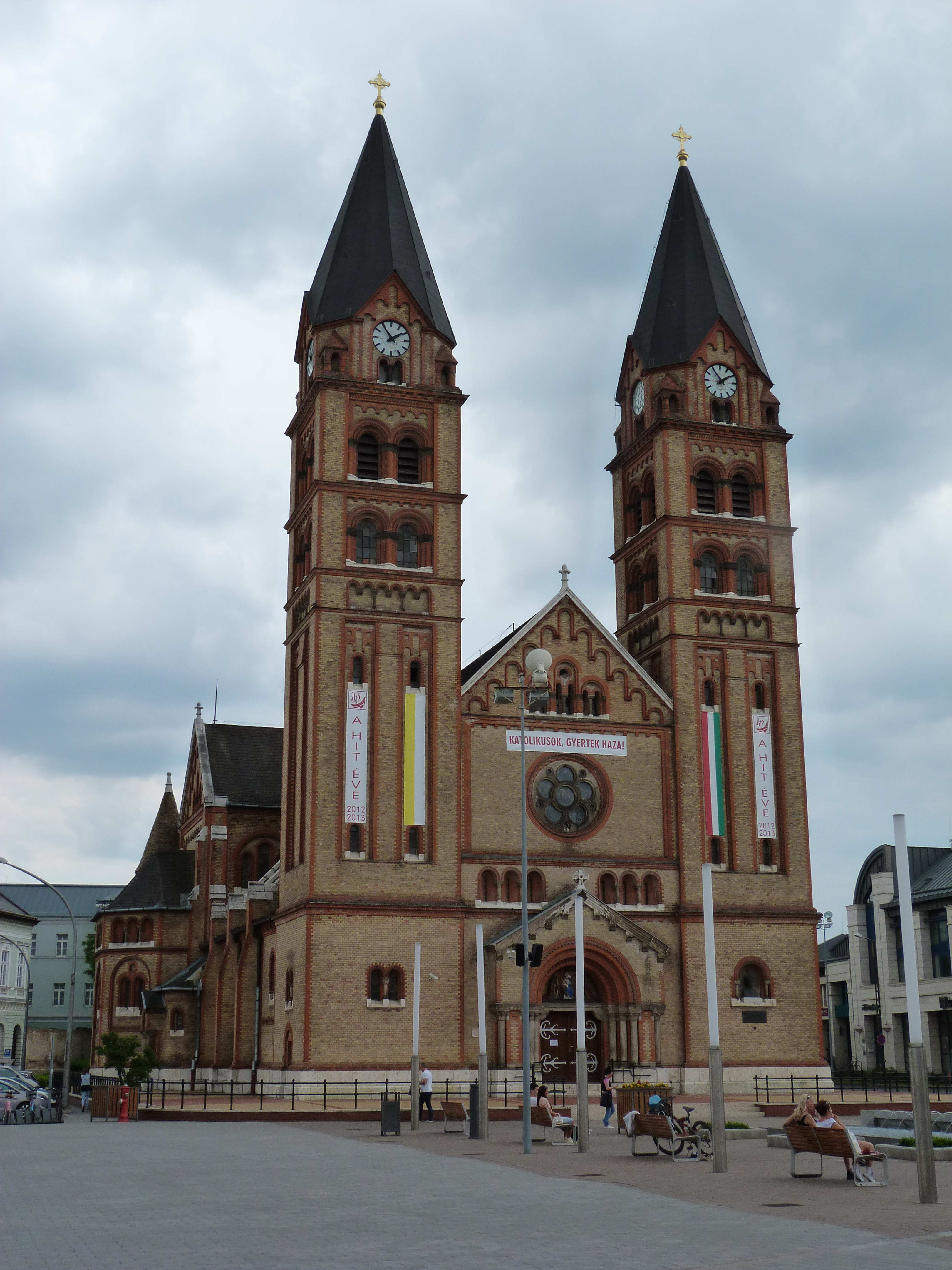
Nyíregyházi társszékesegyház

### Görögkatolikus székesegyházak

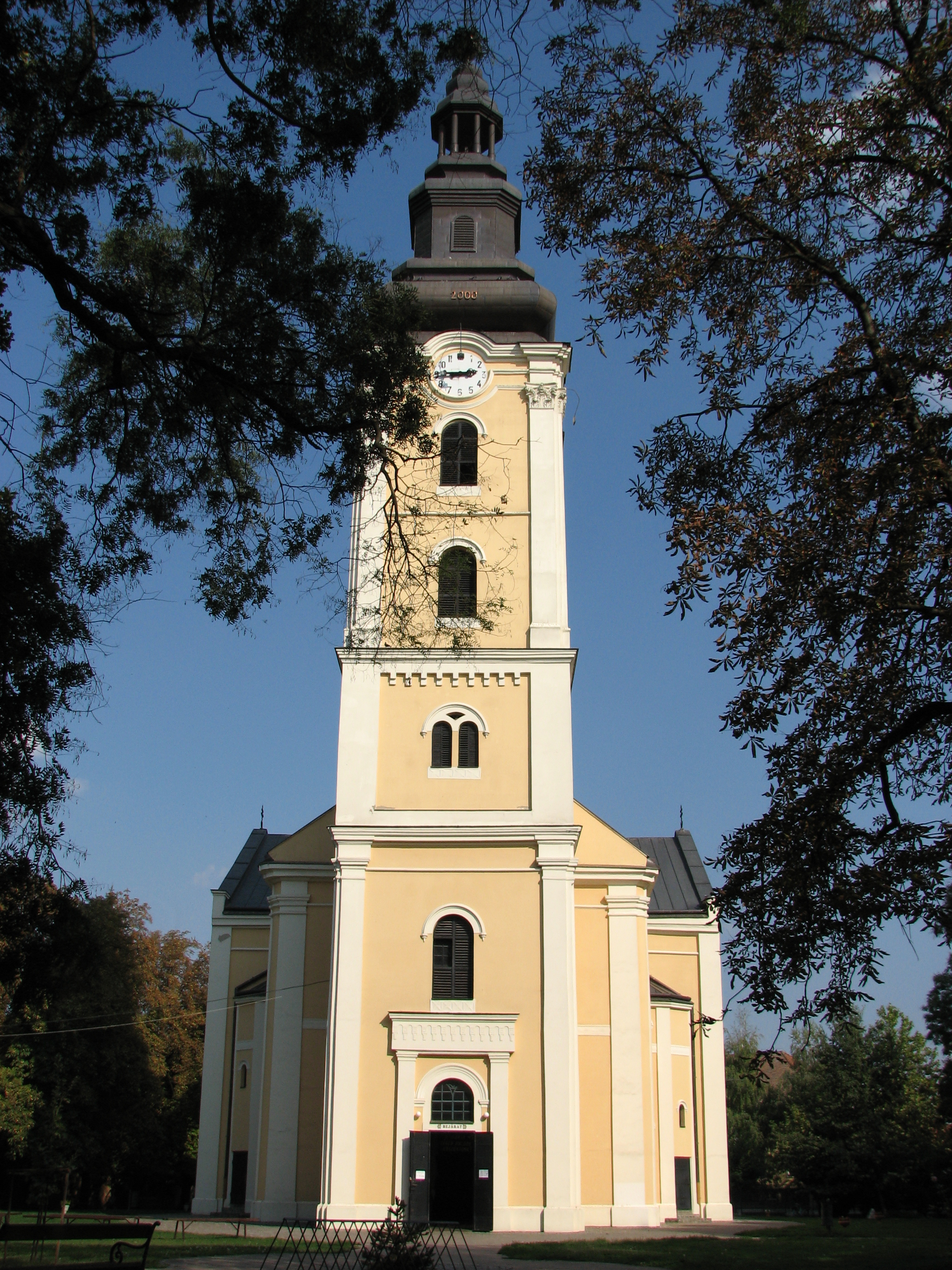
Hajdúdorogi főszékesegyház
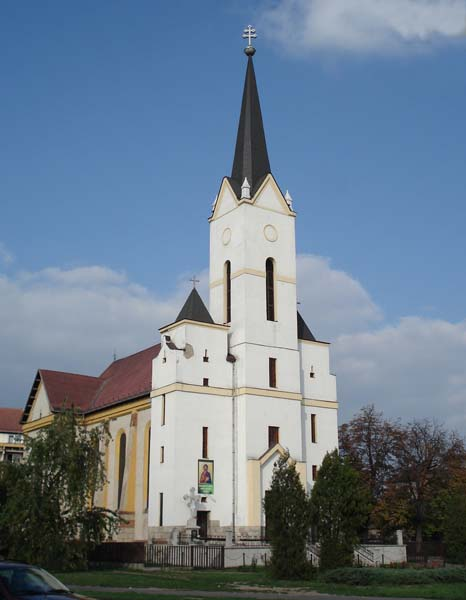
Miskolci székesegyház
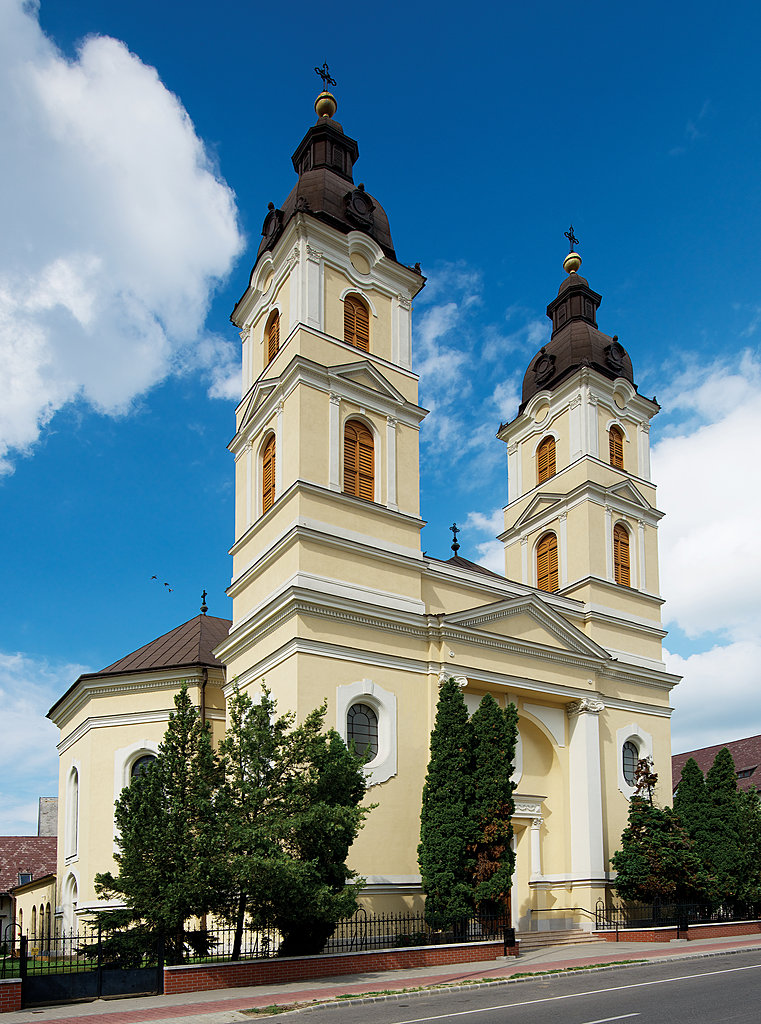
Nyíregyházi székesegyház

### Ortodox székesegyházak

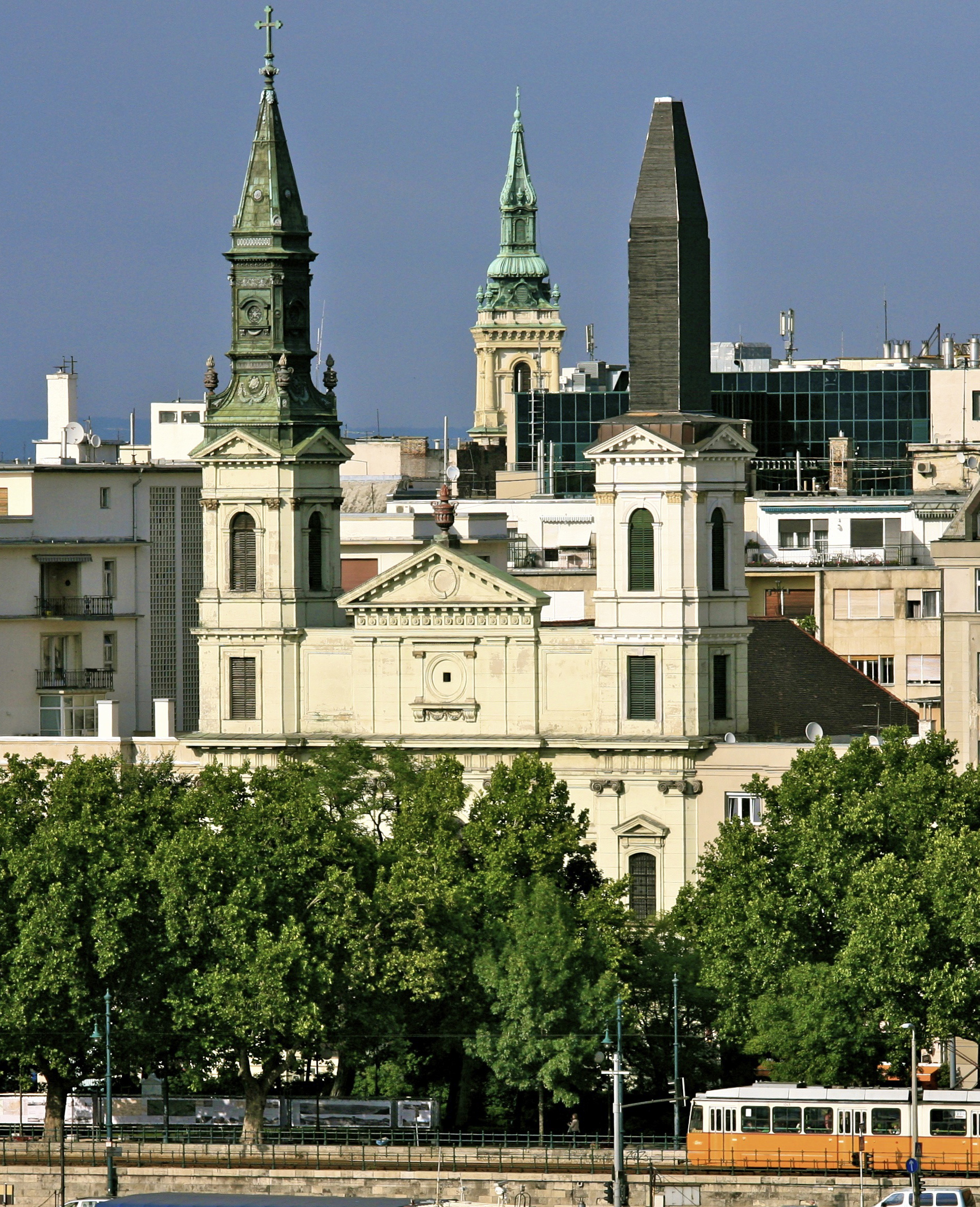
Budapesti székesegyház
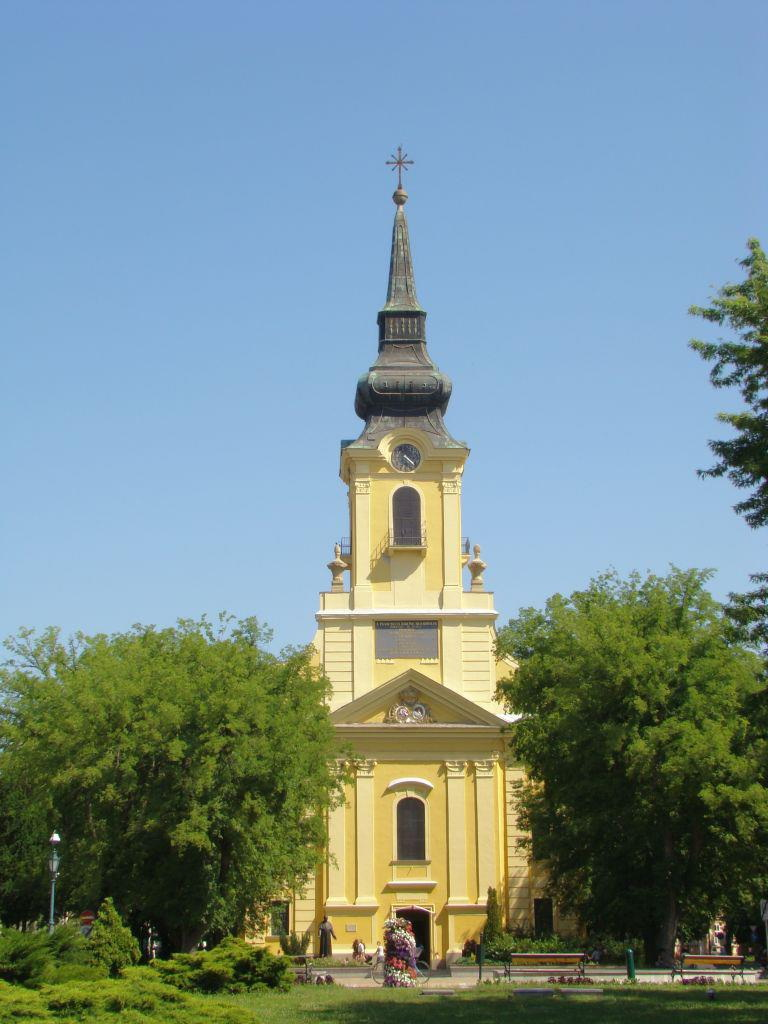
Gyulai székesegyház
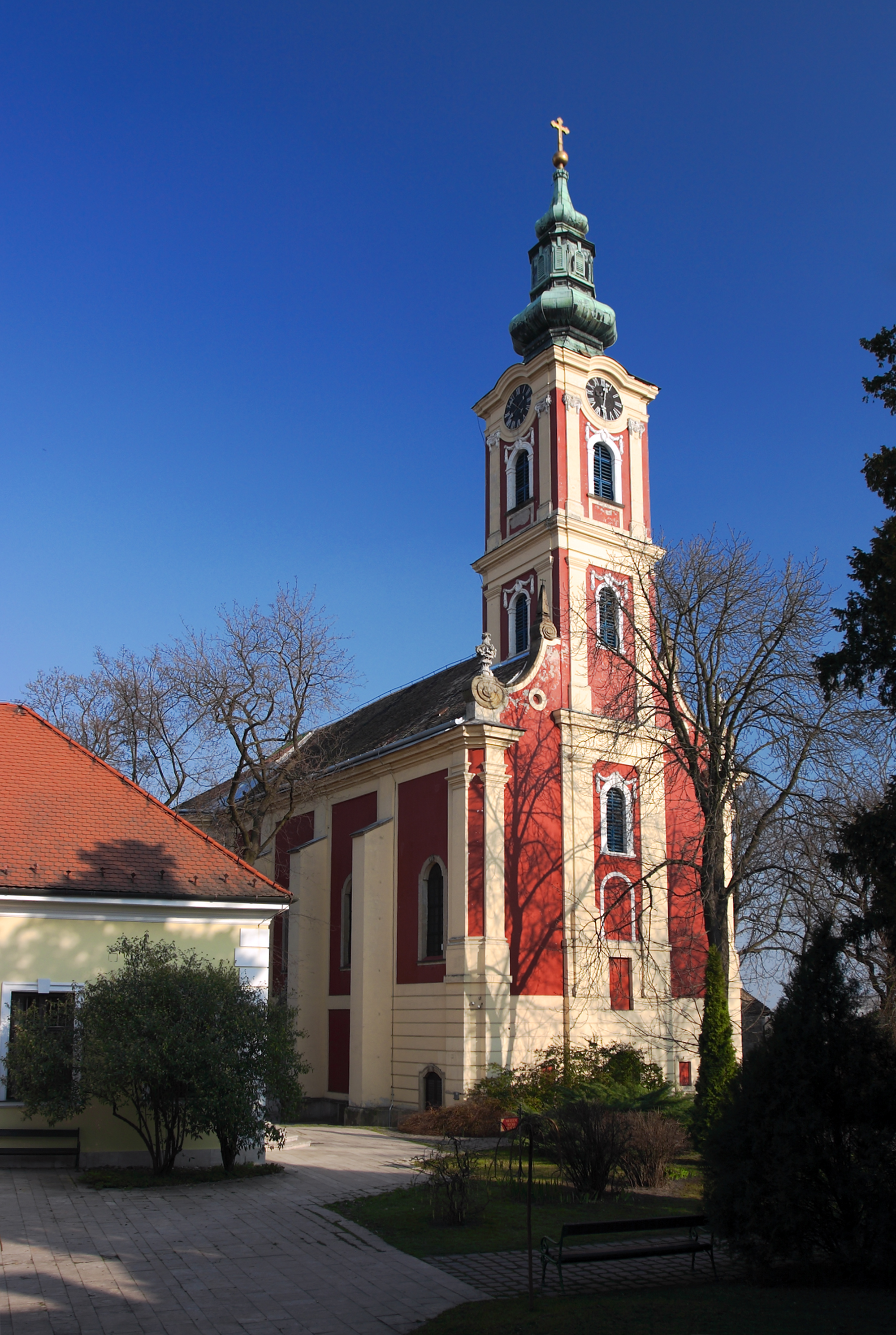
Szentendrei székesegyház

## Néhány ismert katedrális a világból

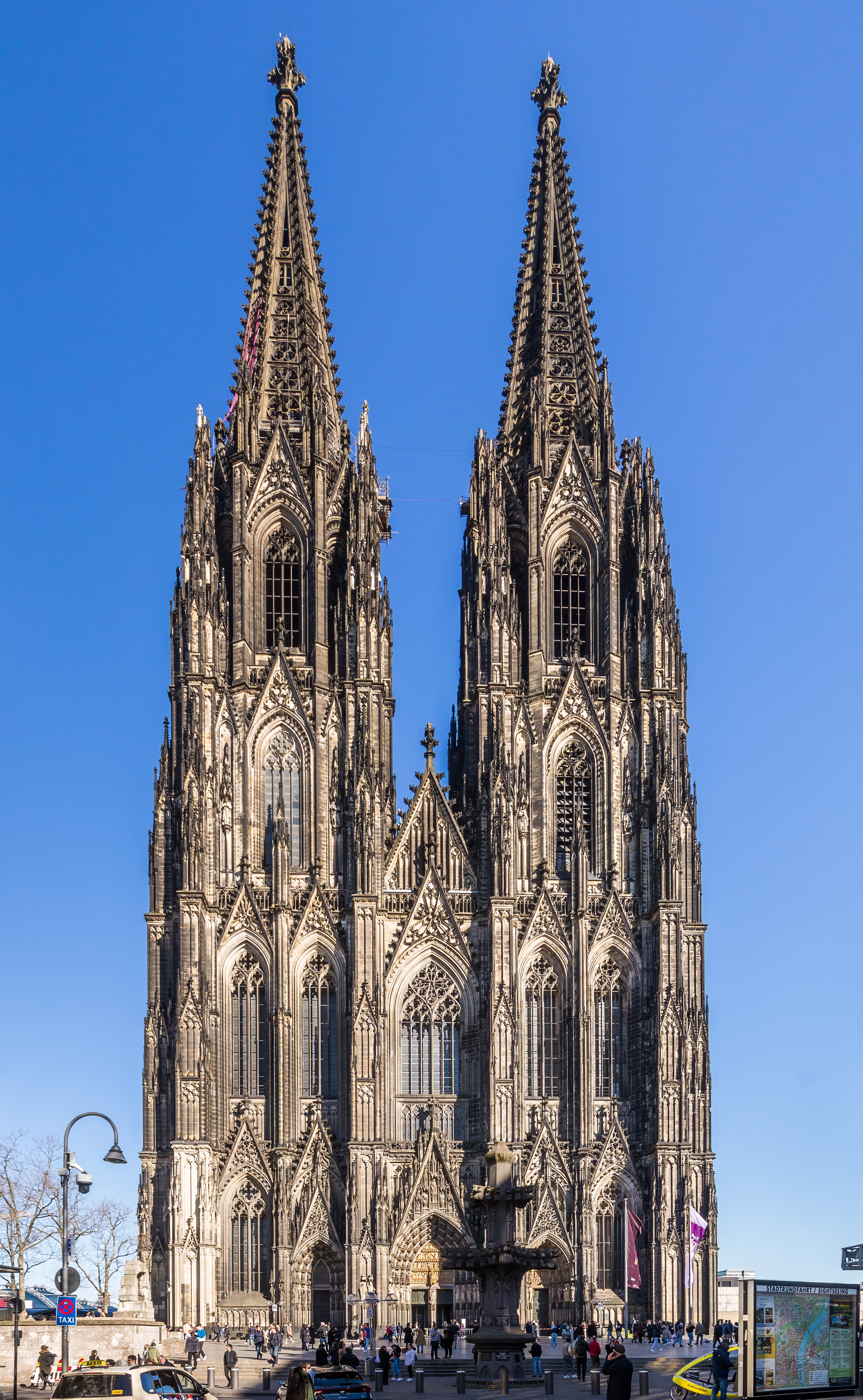
A kölni dóm
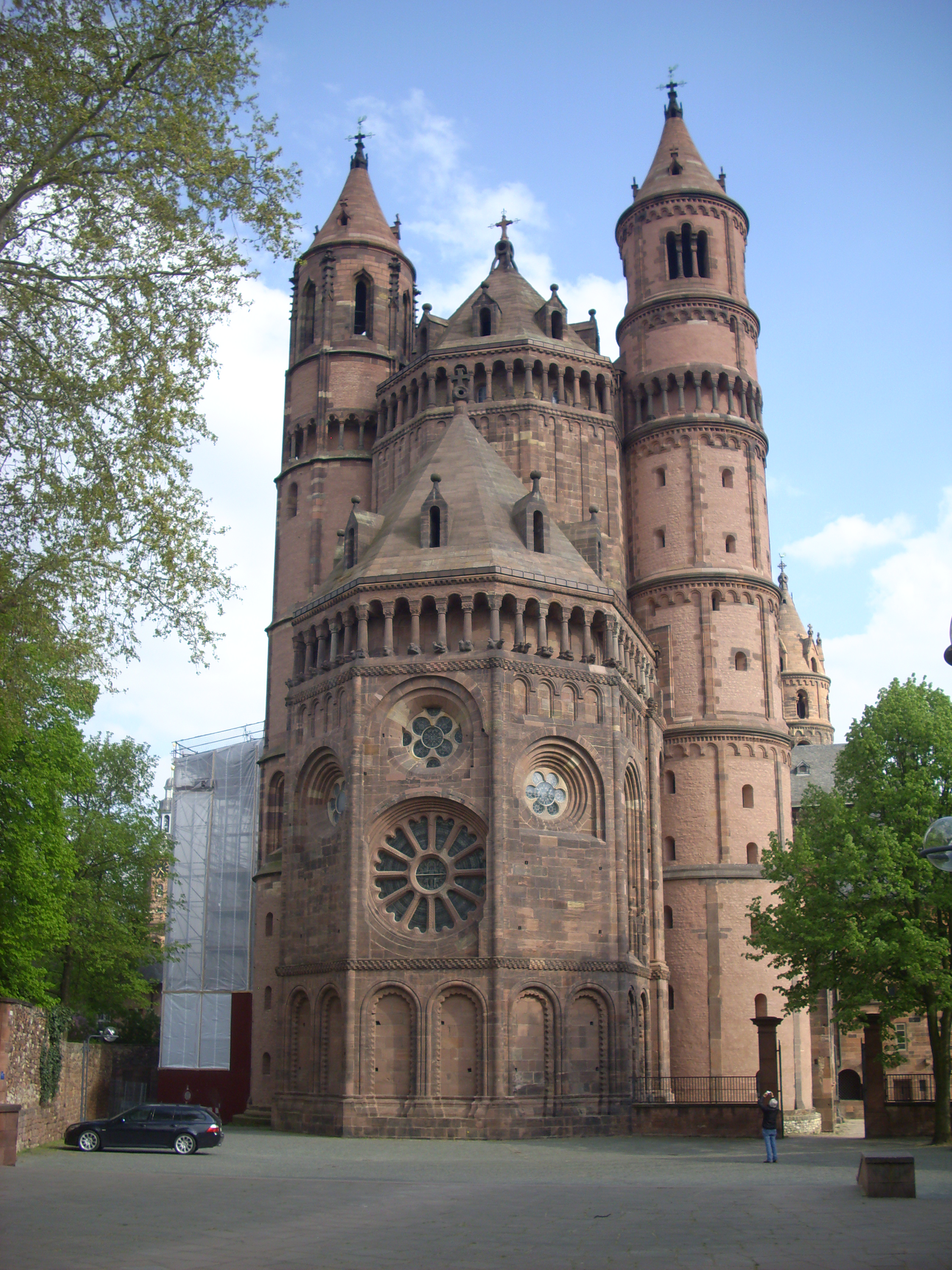
A wormsi dóm
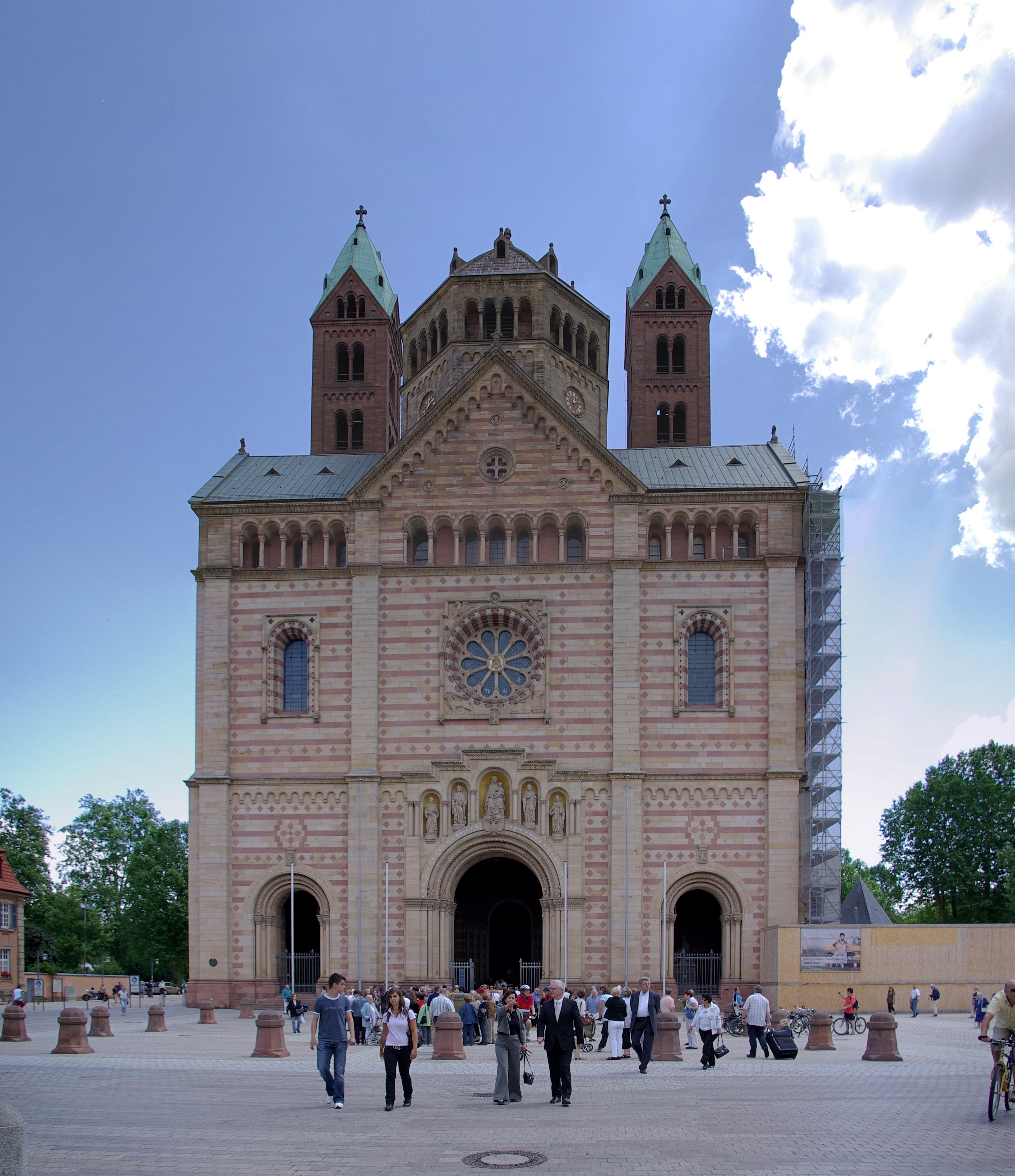
A speyeri katedrális
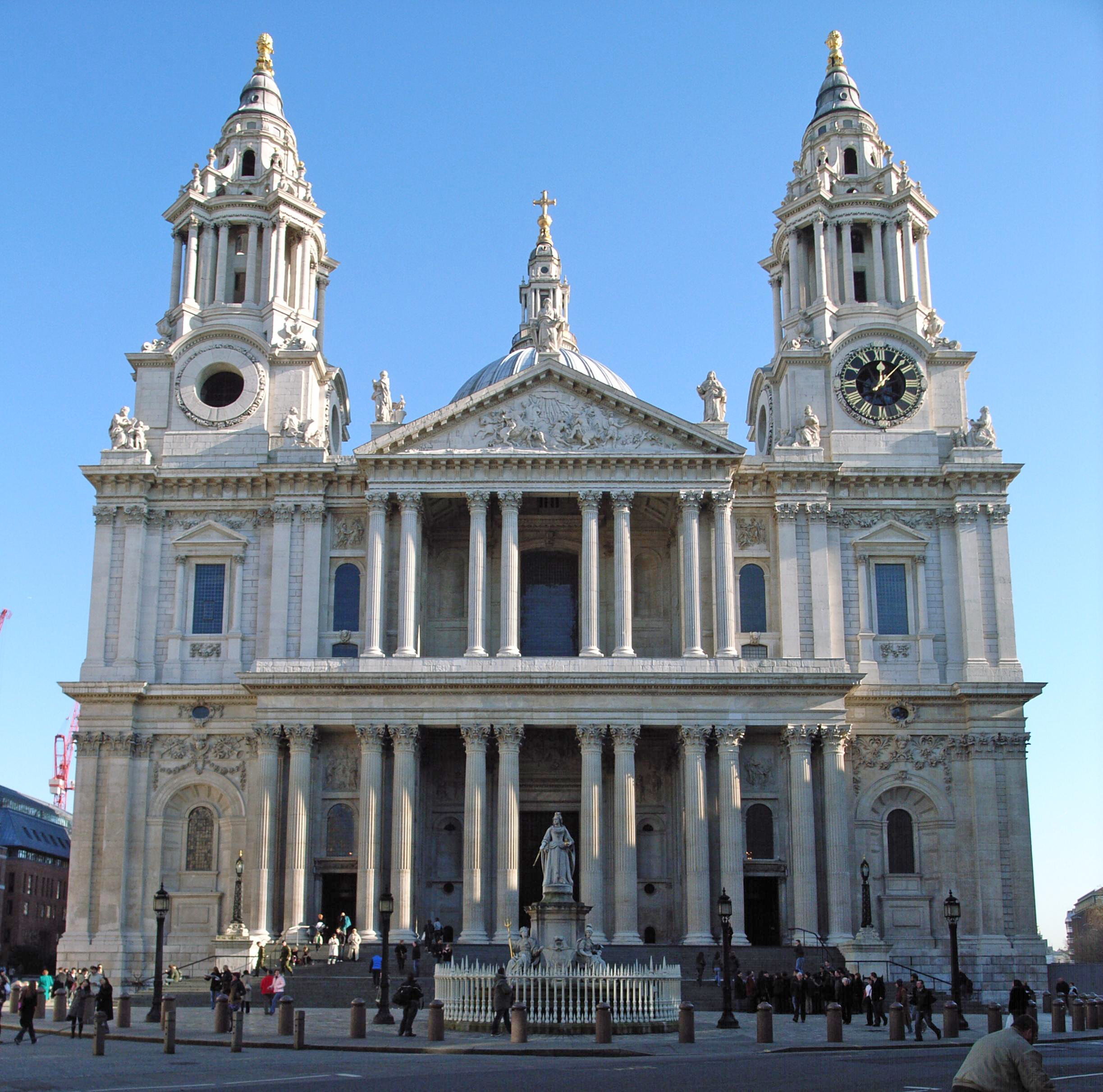
Szent Pál-székesegyház, London
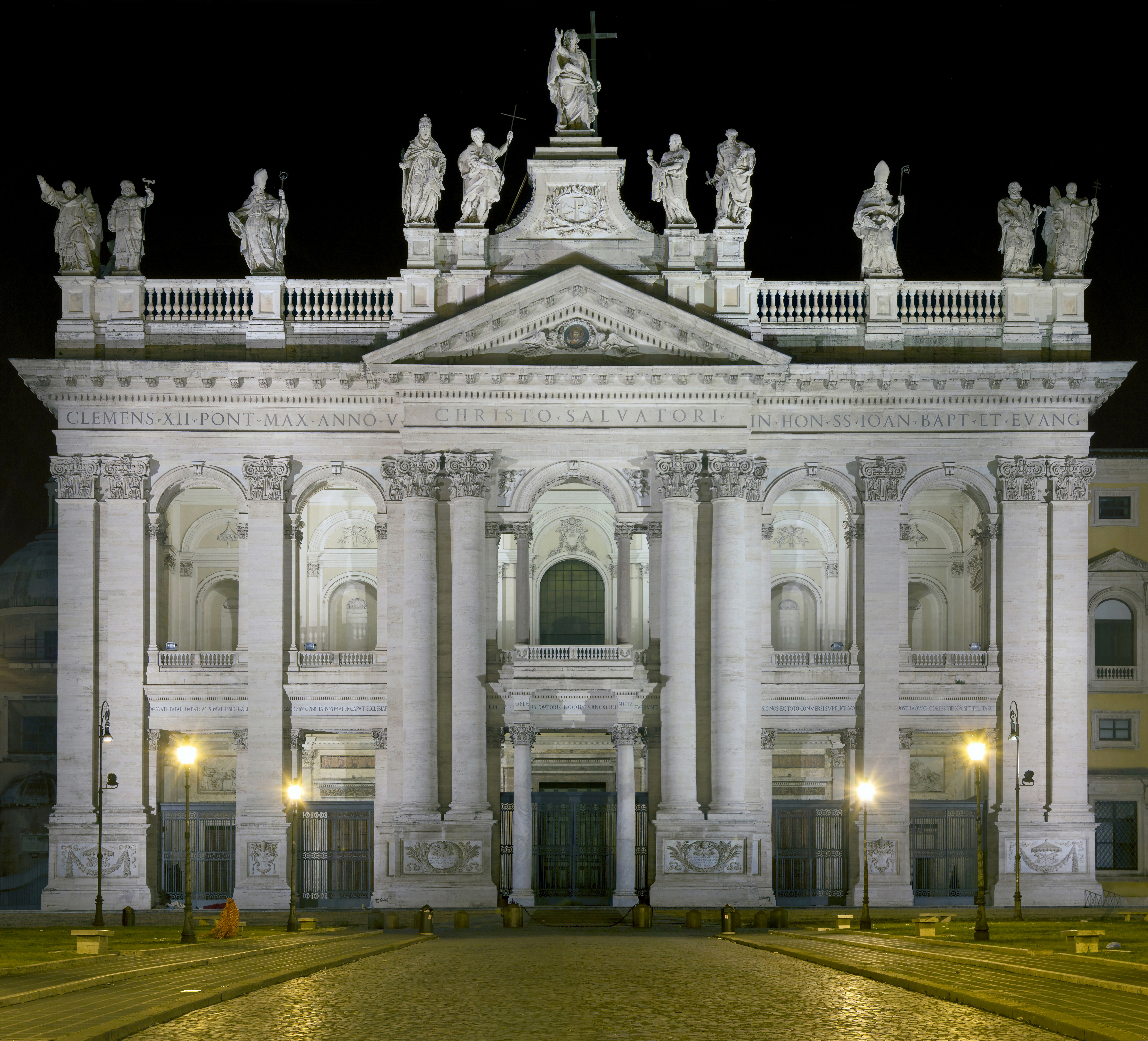
A lateráni főszékesegyház, a pápa címtemploma
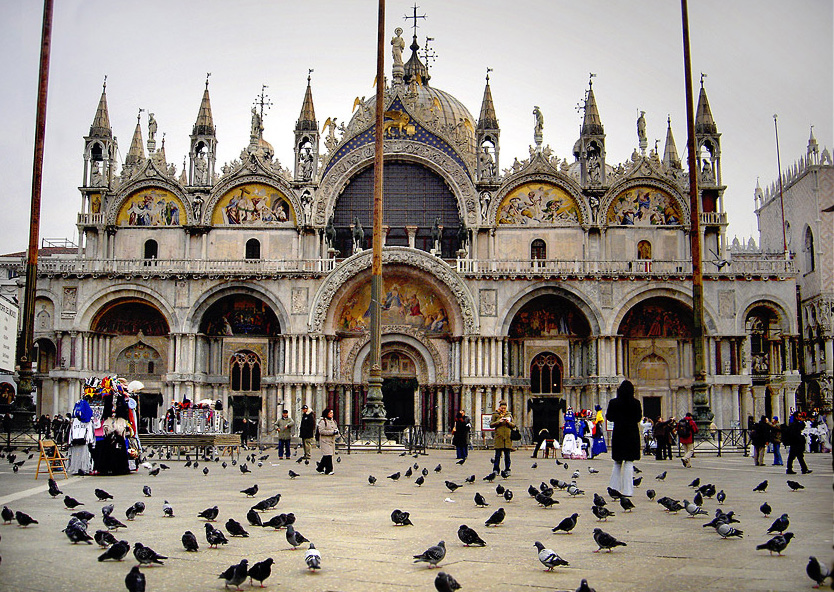
Szent Márk-dóm, Velence
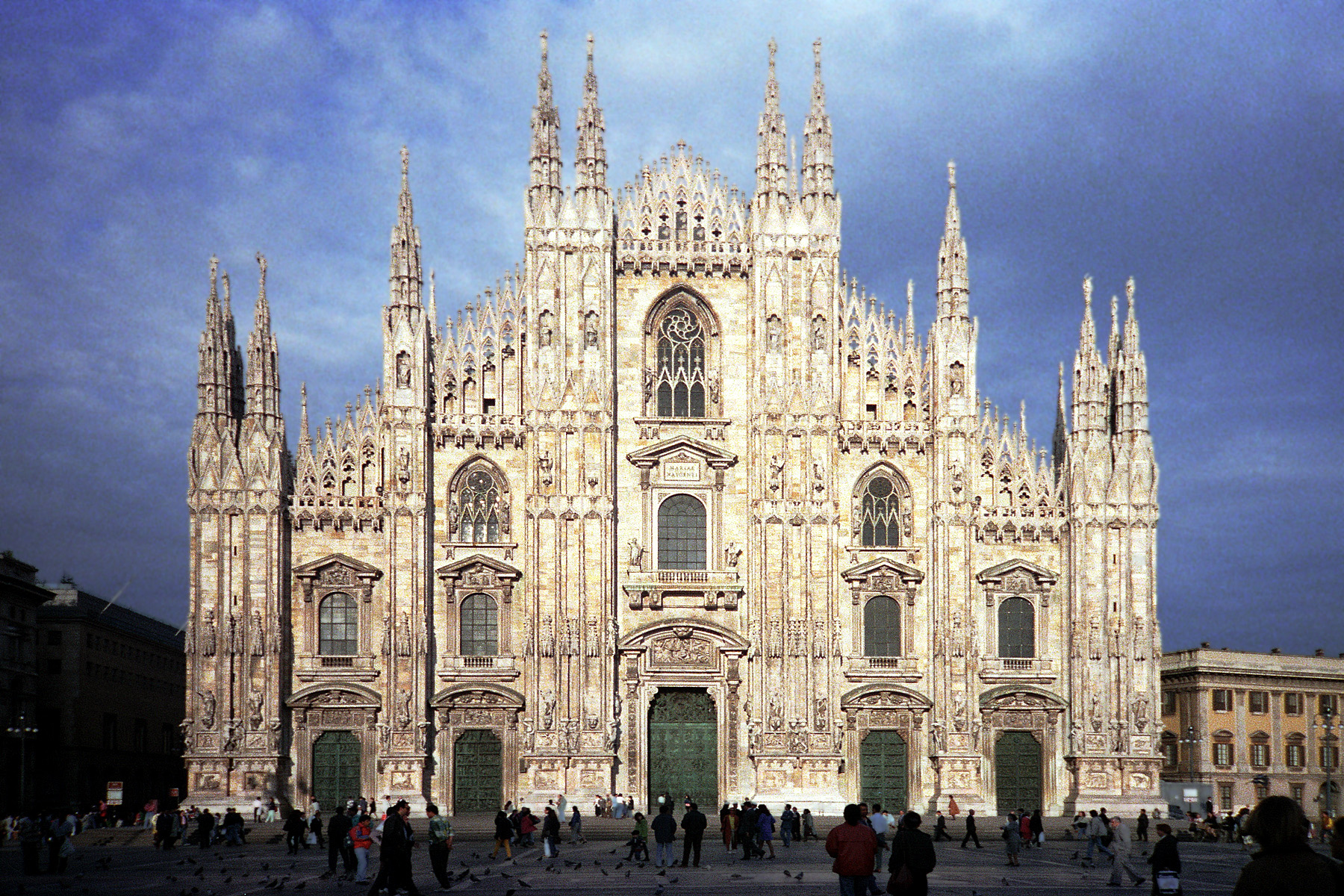
A milánói dóm
A firenzei dóm
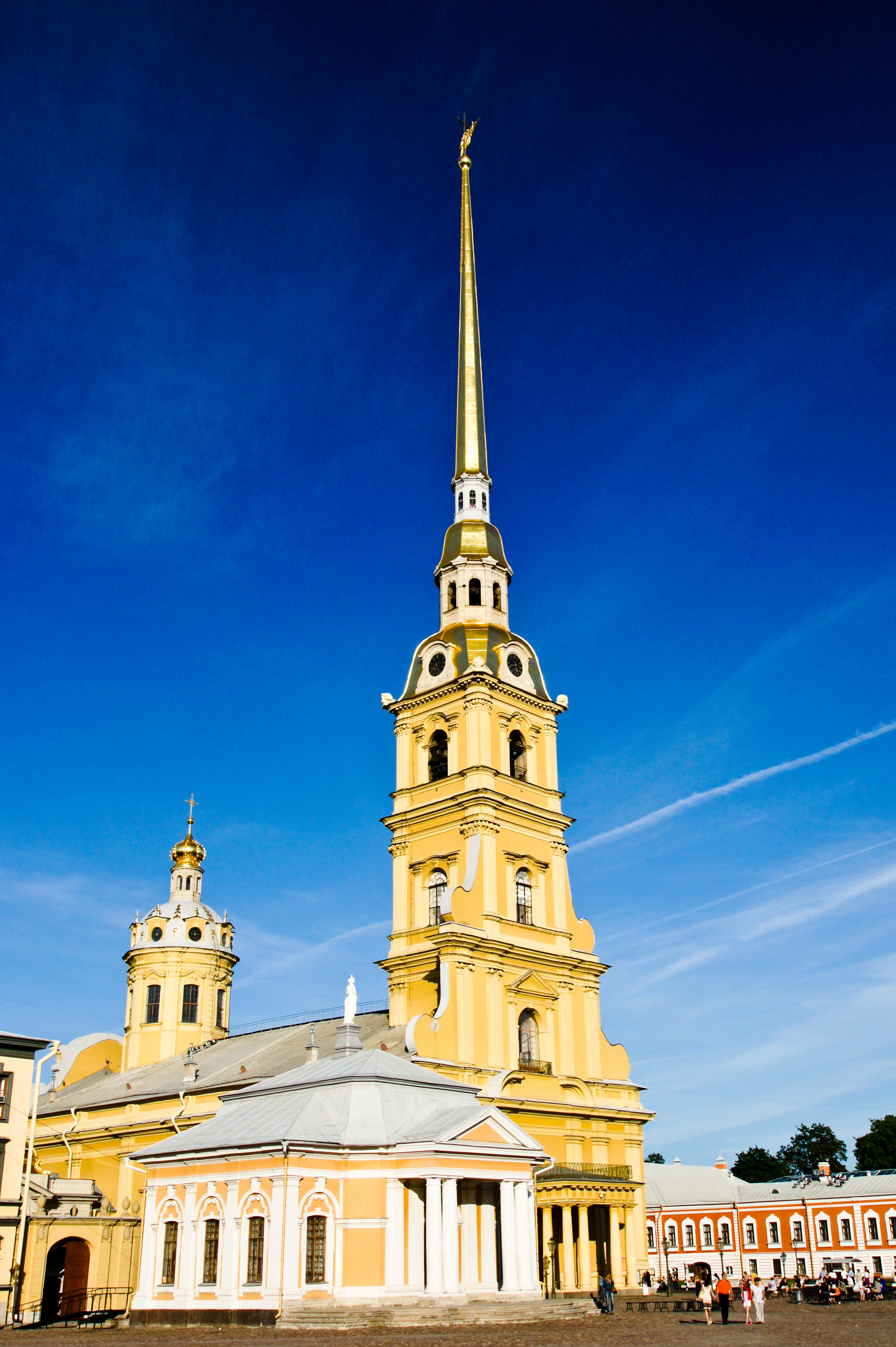
Péter-Pál-székesegyház, Szentpétervár
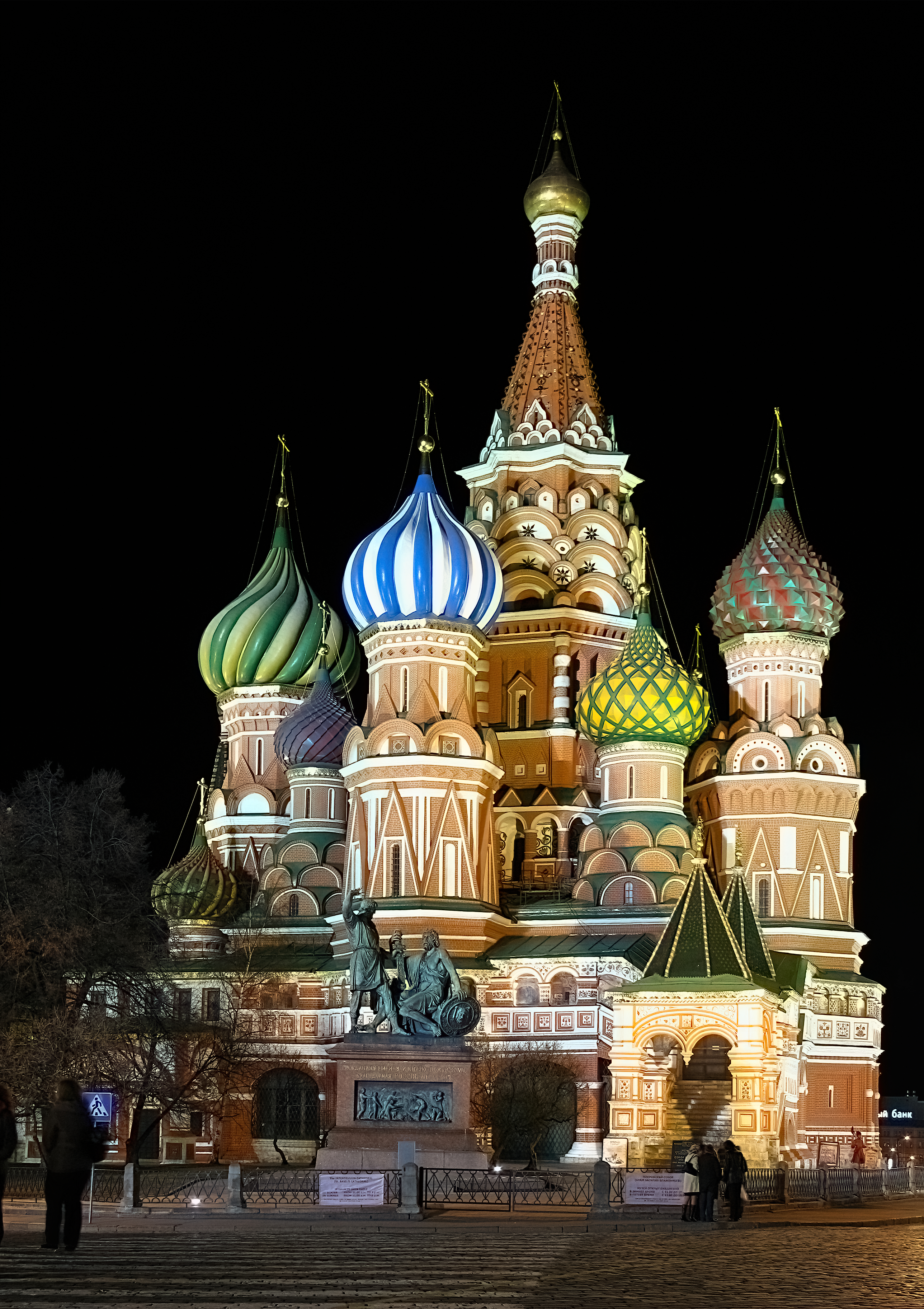
Boldog Vazul-székesegyház, Moszkva
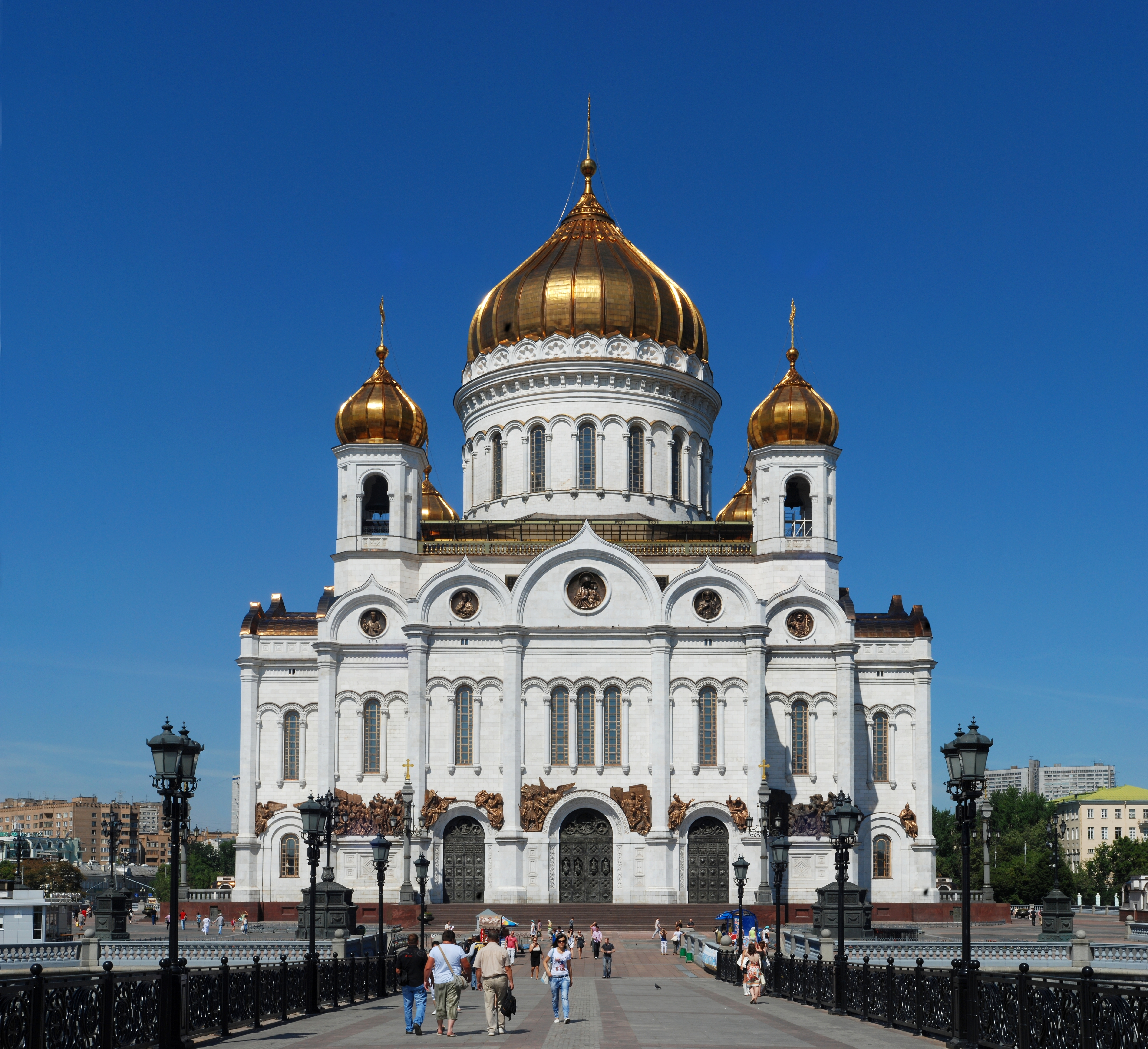
Megváltó Krisztus-székesegyház, Moszkva
Helsinki székesegyház
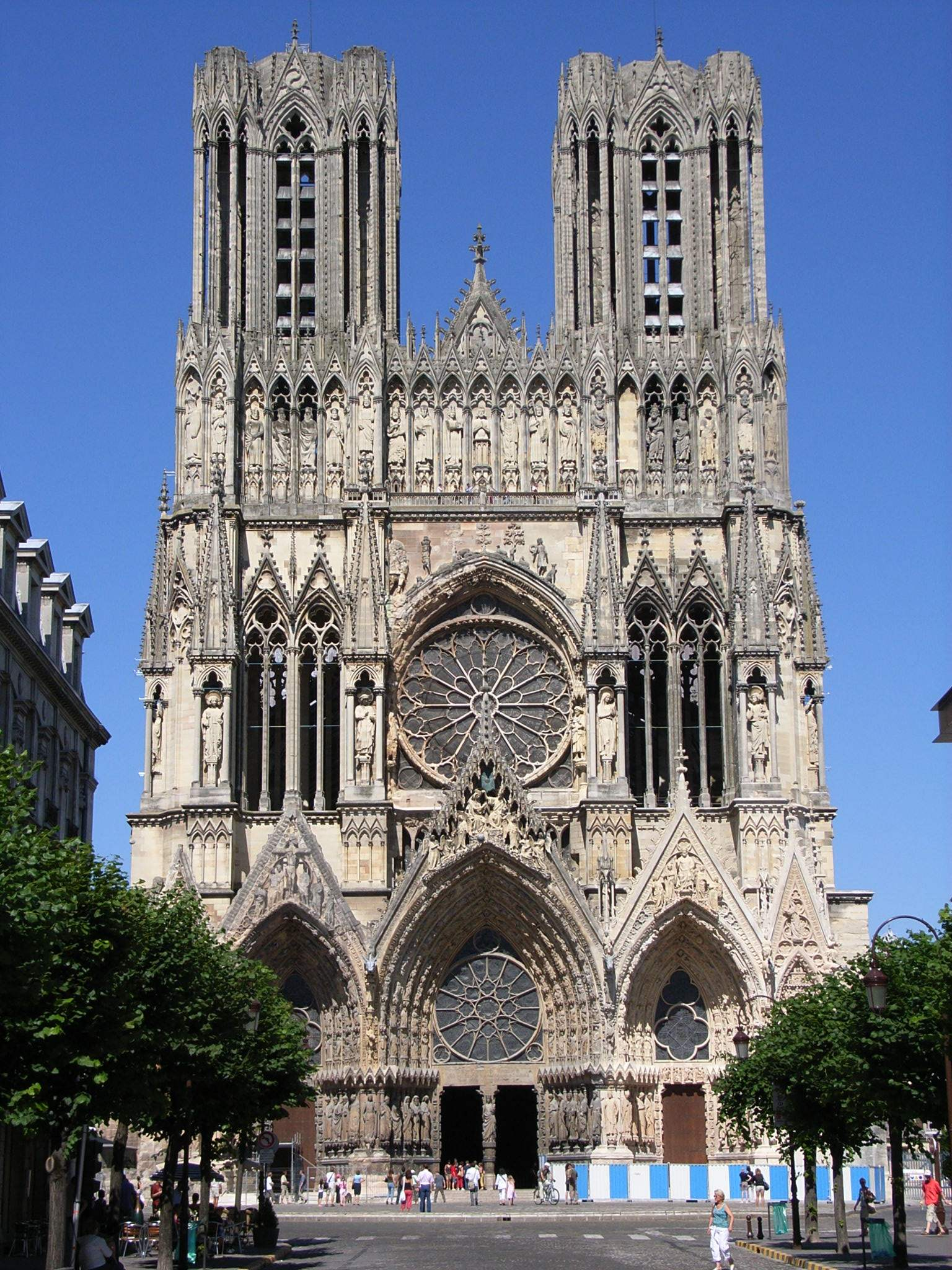
A reimsi Notre-Dame
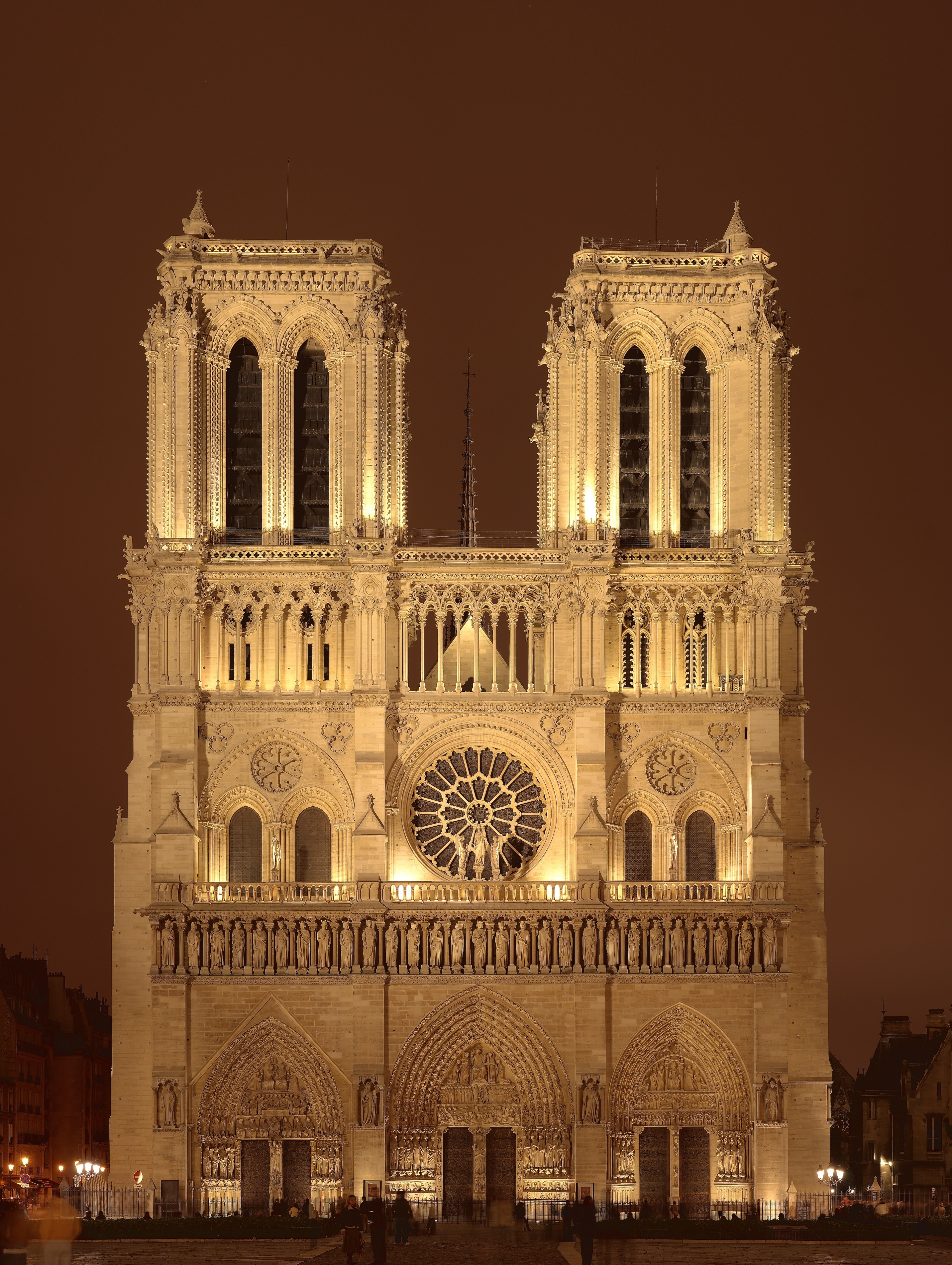
A párizsi Notre-Dame
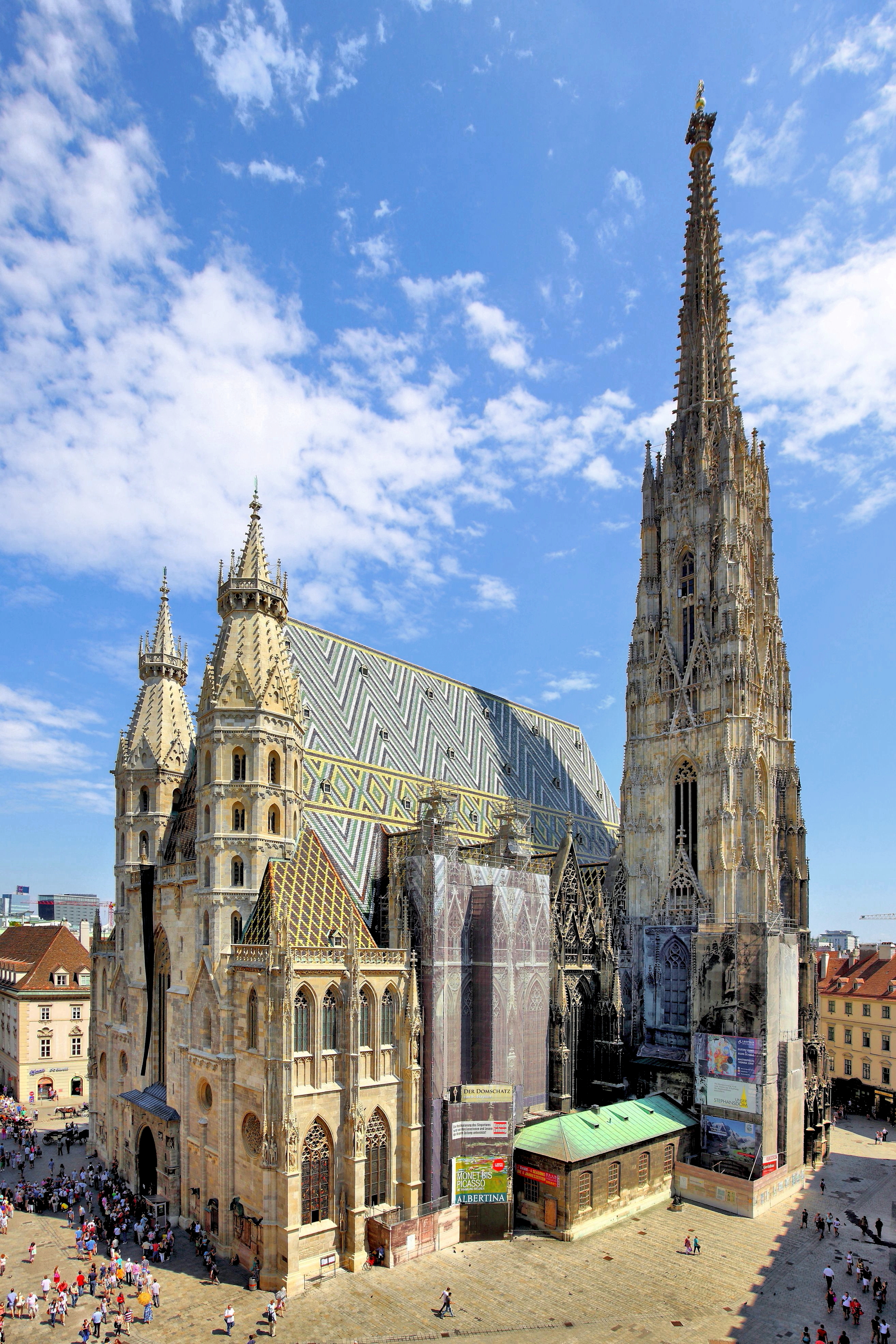
Szent István-székesegyház, Bécs
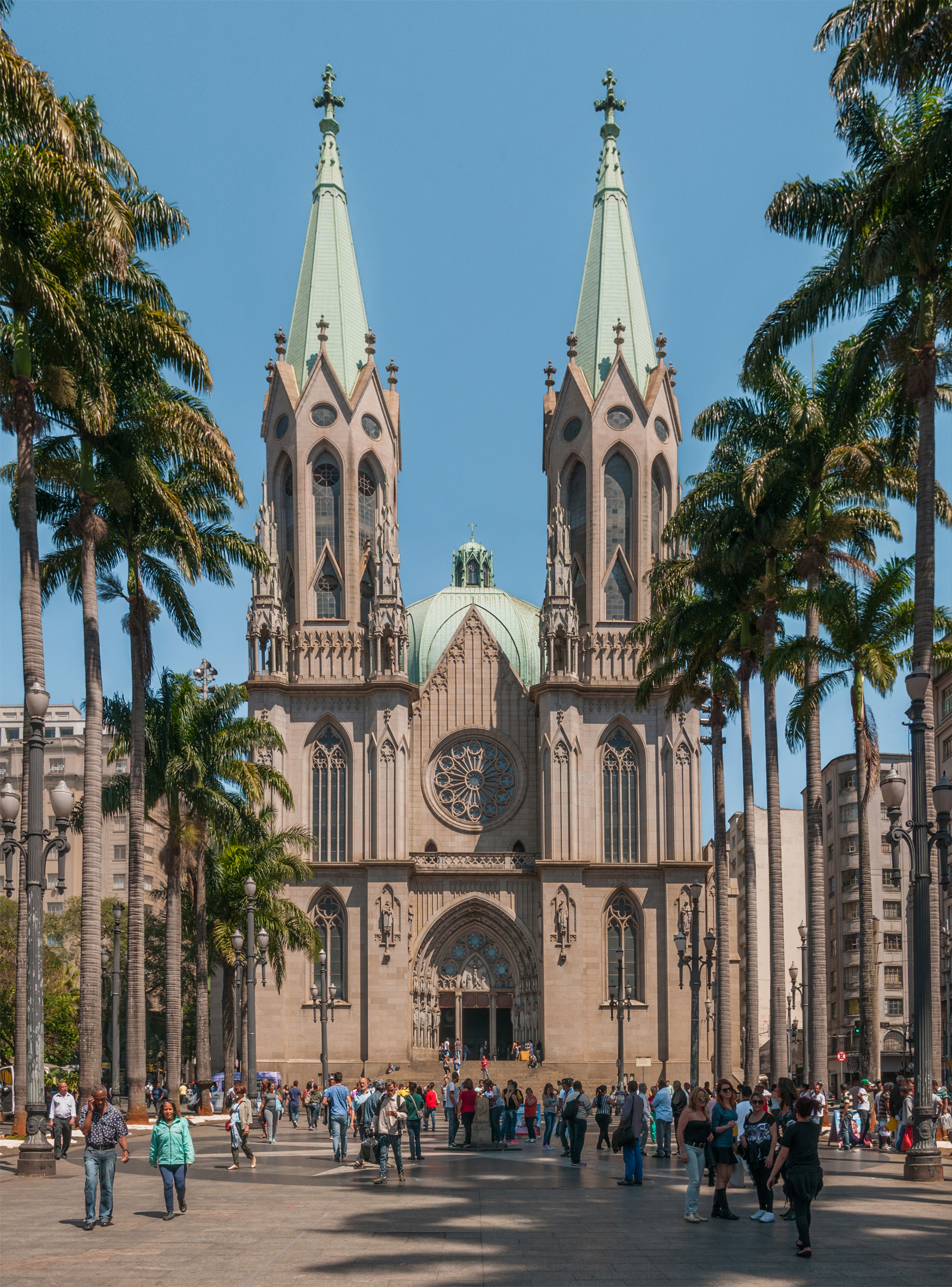
Szent Pál-katedrális, São Paulo
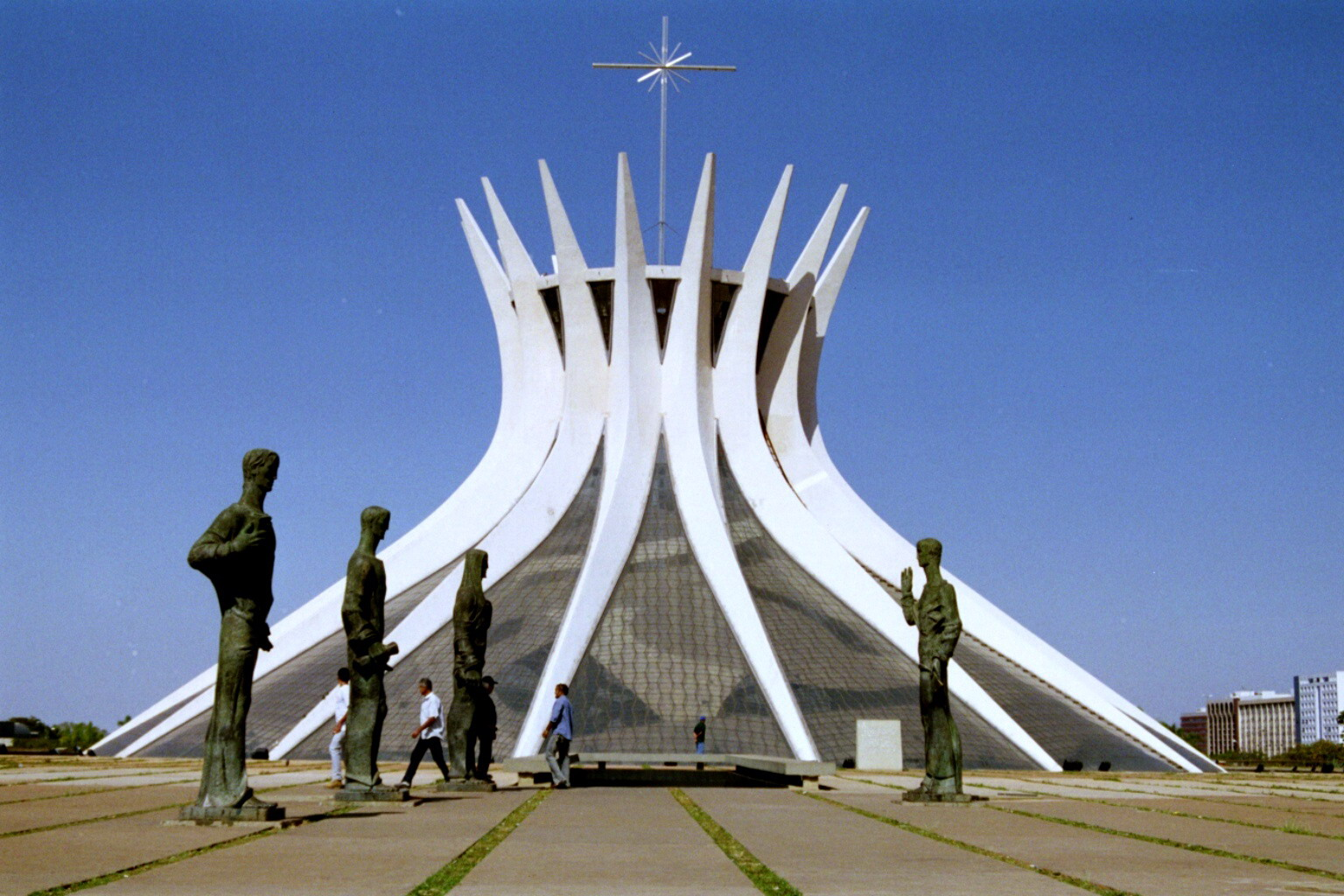
Miasszonyunk-székesegyház, Brazíliaváros
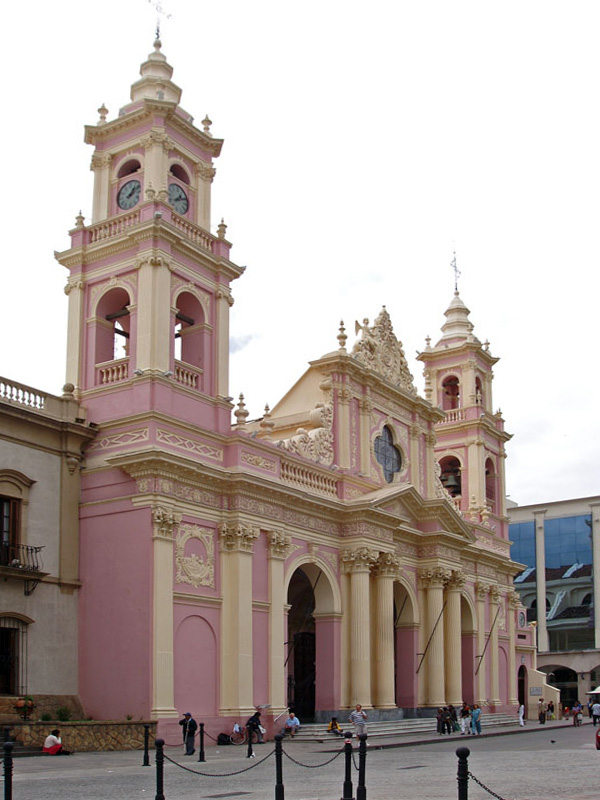
Saltai katedrális, Argentína